# Ми-24
Ми-24 (по классификации НАТО: Hind — «Лань») — советский/российский ударный вертолёт разработки ОКБ М. Л. Миля. Неофициальное название — «Крокодил».
Стал первым советским и вторым в мире (после AH-1 «Кобра») специализированным боевым вертолётом (а также первым в мире крупносерийным специализированным боевым вертолетом с убираемым шасси). Серийный выпуск начался в 1971 году и продолжается до сих пор.
Имеет множество модификаций, экспортировался во многие страны мира. Активно использовался в годы Афганской войны, в период боевых действий в Чечне, а также во многих региональных конфликтах.
Серийно в СССР вертолёты строились на заводе № 116 — авиационный завод «Прогресс» г. Арсеньев и на заводе № 168 — Ростовское вертолётное производственное объединение, затем авиастроительная компания «Роствертол», г. Ростов-на-Дону.
На 2021 год этот вертолёт являлся вторым по распространённости ударным вертолётом в мире после AH-64 Apache.

## История создания
Разработка проекта В-24 (также называемого как «изделие 240») началась после выхода постановления Совета Министров СССР и ЦК КПСС 6 мая 1968 года в ОКБ М. Л. Миля. Опытные машины (ОП-1 и ОП-2) были готовы через год. Значительная часть узлов и агрегатов была унифицирована с вертолётами Ми-8 и Ми-14.

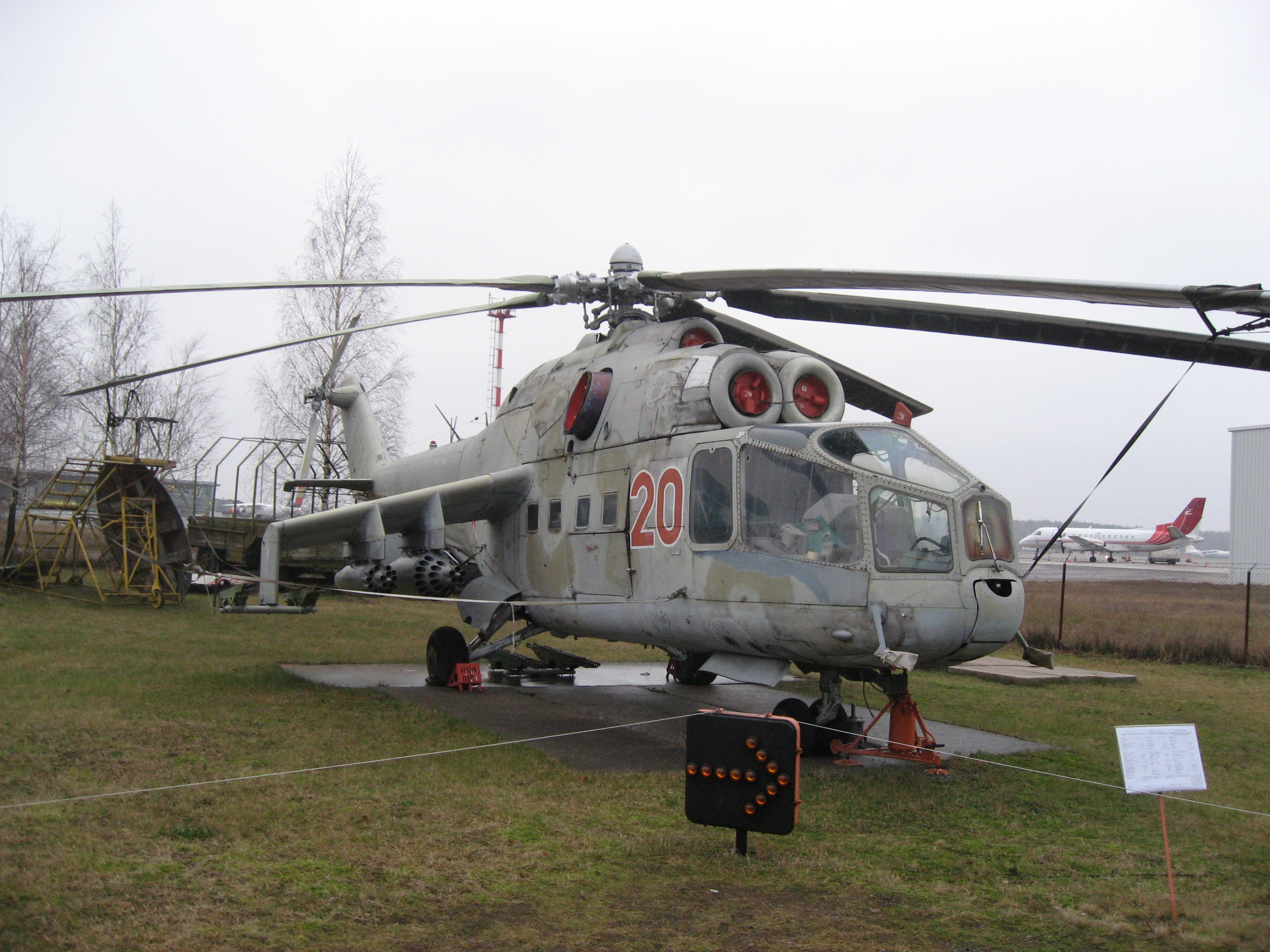
Ми-24А

Опытный вертолёт В-24 имел общую переднюю двухместную кабину с двойным управлением по типу вертолёта Ми-8, так называемую «веранду». Экипаж состоял из лётчика и оператора, в дальнейшем в состав экипажа добавили борттехника. В средней части вертолёта находилась грузовая кабина, вмещающая до 8 человек десанта. Открывающиеся окна в грузовой кабине были оборудованы шкворневыми установками для ведения огня во время полёта из личного оружия десанта. Из-за неготовности комплекса вооружения «Штурм» было принято решение на первых машинах установить комплекс К4В вертолёта Ми-4 — ракеты «Фаланга-М» с ручной системой наведения, пулемётную установку НУВ-1 с пулемётом А-12,7, четыре балочных держателя под НУР или неуправляемые бомбы .
Заводские испытания вертолёта начались 15 сентября 1969 года (лётчик-испытатель Г. В. Алфёров). Сразу же началась постройка опытной серии из десяти вертолётов. В конце 1970 года две машины доработали — для улучшения устойчивости на скоростях более 200 км/ч на вертолёт установили крыло с отрицательным V −12°. Первые серийные вертолёты Ми-24А («изделие 245»), выполненные в таком виде, с ручным наведением ракет «Фаланга-М», поступили для опытной эксплуатации в войска.
Ми-24А строились на авиазаводе в городе Арсеньеве. Было изготовлено почти 250 машин, которые поступили на вооружение формируемых тогда в СССР структур армейской авиации, в отдельные вертолётные полки общевойсковых армий и десантно-штурмовых бригад. На базе вертолёта Ми-24А была разработана учебная модификация Ми-24У («изделие 244») с полноценным двойным управлением и пилотажно-навигационным оборудованием в передней кабине вместо пулемётной установки.
В 1975 году был изготовлен вертолёт А-10 — специально облегчённый бескрылый вариант Ми-24А для рекордных полётов. Был выпущен в единственном экземпляре.
Ми-24Б («изделие 241») получил носовую дистанционную пулемётную установку УСПУ-24 с пулемётом ЯкБ-12,7 (4500 выстр/мин), ракетный комплекс «Фаланга-П». Но доводка вертолёта была приостановлена, вертолёт серийно не строился.
Ми-24В (изделие «242») — первая крупная серия вертолёта, строился серийно 10 лет с 1976 по 1986 год. На вертолёте были произведены принципиальные изменения — кабина переделана в тандемную, с расположением оператора впереди пилота. Из-за недоведённости комплекса «Штурм» вертолёты с новой кабиной пришлось оборудовать по типу Ми-24Б, и этот «промежуточный вариант» пошёл в серию. На доводку Ми-24В ушло 8 лет. В 1976 году вертолёт официально был принят на вооружение и строился самой массовой серией.
Ми-24Д (изделие 246). В серии с 1973 по 1977 год было построено около 600 вертолётов. Отличия по некоторым системам и вооружению от Ми-24В.
В дальнейшем был разработан целый ряд модификаций Ми-24 на основе серийных вариантов (см. ниже раздел: Модификации). Вертолёт по-прежнему состоит на вооружении РФ (по состоянию на 2022 год).

## Конструкция
Ниже приведено описание вертолётов модификации Ми-24В и Ми-24Д как наиболее распространённых, в ряде случаев будут оговорки и дополнения.
В качестве источников информации использована техническая и эксплуатационная литература на вертолёт, в частности:
- Техническое описание вертолёта Ми-24В (Ми-24Д), книга 2 «Конструкция вертолёта». Москва, Машиностроение 1982.
- Техническое описание вертолёта Ми-24В (Ми-24Д), книга 3 «Вооружение», в трёх частях. Москва, Машиностроение 1982.
- Техническое описание вертолёта Ми-24В (Ми-24Д), книга 4 «Авиационное оборудование». Москва, Машиностроение 1982.
- Техническое описание вертолёта Ми-24В (Ми-24Д), книга 5 «Радиоэлектронное оборудование». Москва, Машиностроение 1982.
- Инструкция экипажу вертолёта Ми-24В. Книга 1 «Лётная эксплуатация. Общие сведения о вертолёте. Особенности аэродинамики и динамики полёта». Москва, Военное издательство, 1987 год. Для служебного пользования.
- Инструкция экипажу вертолёта Ми-24В. Книга 2 Для служебного пользования.
- Другая служебная литература (изменения и дополнения к «Инструкции по эксплуатации», «Единому регламенту», Технологическим картам и т.д., всё есть в интернете)

Также смотри описание противотанковых комплексов 9К113 «Штурм» и 9П145 «Фаланга».

### Общие сведения о вертолёте и его конструкции
Ми-24В(Д) — транспортно-боевой вертолёт огневой поддержки, предназначенный для решения широкого круга задач в интересах сухопутных войск:
- уничтожения на переднем крае и в тактической глубине танков, бронетранспортёров, боевых машин пехоты, живой силы в боевых и предбоевых порядках в опорных пунктах;
- уничтожения противотанковых средств, артиллерии, тактических ракет на огневых (стартовых) позициях, радиолокационных постов, зенитных средств, передовых пунктов управления, а также боевых и транспортных вертолётов на площадках;
- уничтожения воздушного (морского) десанта и аэромобильных частей (подразделений) в районе выброски (высадки);
- десантирования оперативно-тактического и тактического воздушных десантов;
- обеспечения пролёта оперативно-тактического и тактического воздушных десантов в район десантирования и поддержки их боевых действий;
- уничтожения вертолётов противника в воздухе;
- обеспечения манёвра и действия войск в ходе боя;
- воздушной разведки противника;
- минирования с воздуха;
- поиска и спасения экипажей самолётов и вертолётов, терпящих бедствие;
- эвакуации раненых и больных;
- поиска и уничтожения аэростатов в воздухе;
- перевозки грузов в грузовой кабине и на внешней подвеске.

Для решения этих задач вертолёт применяется в боевом, десантном, транспортном и санитарном вариантах.
При разработке вертолёта Ми-24 были заимствованы системы и узлы, уже опробованные с положительным результатом на ранее созданных вертолётах Ми-8МТ и Ми-14, в то же время в конструкции Ми-24 имеется ряд совершенно уникальных технических решений, присущих только ему.
По своей компоновке Ми-24 построен по классической одновинтовой схеме с пятилопастным несущим и трёхлопастным рулевым винтами, двумя газотурбинными двигателями типа ТВ3-117, работающими на общий редуктор ВР-24.
Для разгрузки трансмиссии в полёте на вертолёте применяется свободнонесущее крыло с отрицательным V −12°. Такой угол крыла был выбран для уменьшения поперечной статической устойчивости по сравнению с путевой устойчивостью. Крыло площадью 6,75 м² имеет угол установки относительно строительной горизонтали +19°, что необходимо при полёте с большими отрицательными углами тангажа.
Хвостовое оперение состоит из килевой балки и управляемого в полёте стабилизатора. Стабилизатор кинематически связан с общим шагом несущего винта, при увеличении общего шага положительный угол установки стабилизатора увеличивается, а при уменьшении соответственно уменьшается, и при минимальном шаге становится отрицательным.
Киль относительно большой площади, несимметричного профиля с выпуклостью влево и установкой 6° влево относительно вертикальной продольной плоскости. Это обеспечивает значительную разгрузку рулевого винта при больших скоростях полёта.
Экипаж вертолёта состоит из трёх человек: лётчика — командира экипажа, штурмана-оператора и бортового техника. Смонтированное на вертолёте двойное управление позволяет управлять вертолётом также и оператору. В целом система управления полётом на Ми-24 гораздо эффективнее, чем установленная на вертолёте Ми-8. Для улучшения устойчивости и управляемости на вертолёте имеется четырёхканальный автопилот, который также позволяет реализовать ряд автоматических режимов пилотирования без вмешательства лётчика.
Вертолёт Ми-24 позволяет транспортировать и высаживать посадочным способом до 8 десантников с вооружением или перевозить двух носилочных и двух сидячих раненых с одним сопровождающим, либо перевозить внутри грузовой кабины до полутора тонн различных грузов. При наличии специальной подготовки экипажа вертолёт способен транспортировать различные грузы на внешней подвеске.
На Ми-24 применяется трёхстоечное, убираемое в полёте шасси, что уменьшает лобовое сопротивление и необходимую мощность двигателей на больших скоростях полёта.
Особенностью конструкции вертолёта является наклон влево на 2°20′ носовой части фюзеляжа, пола грузовой кабины и хвостовой части фюзеляжа относительно вала несущего винта. Это сделано для улучшения условий пилотирования на висении и на больших скоростях.
Основная бортовая сеть вертолёта — переменного тока, на напряжение 208 вольт.

### Основные характеристики вертолёта
- вес пустого вертолёта — 8680 кг
- максимальный взлётный вес вертолёта — 11 500 кг
- максимальный (перегоночный) взлётный вес вертолёта с подвесными баками — 12 000 кг
- максимальная скорость полёта вертолёта у земли
  - при весе более 11 200 кг — 315 км/ч
  - при весе менее 11 200 кг — 335 км/ч
  - с грузом на внешней подвеске — 250 км/ч
- заправка полная — 1563 кг
  - перегоночный вариант заправки с ПТБ — 2873 кг
- статический потолок при нормальном взлётном весе — 1750 м[5]
- динамический потолок с полётным весом 10 000 кг, на номинальном режиме работы двигателей — 5200 м
- максимальная дальность полёта на высоте 500 м с нормальным взлётным весом и 5 % остатком топлива после посадки — не менее 450 км
- практическая дальность полёта в перегоночном варианте[6] — 915—1000 км
- максимально допустимая вертикальная перегрузка — 0,5
- максимальный угол пикирования — 32°, при вертикальной скорости снижения 30 м/сек
- максимально допустимый угол крена — 50°[7]
- максимальный груз, транспортируемый внутри вертолёта — 1500 кг
- максимальный груз, транспортируемый на внешней подвеске вертолёта — 2400 кг
- длина вертолёта по законцовкам лопастей винтов[8] — 21,35 м
- высота вертолёта по колонке[9] НВ — 4,73 м[10]
- стояночный угол вертолёта по строительной горизонтали — +3°32′
- размах крыла — 6,66 м
- клиренс — 0, 28 м
- колея шасси — 3,03 м
- база шасси — 4,39 м

### Фюзеляж
Фюзеляж вертолёта типа полумонокок переменного сечения, цельнометаллический, клёпанной конструкции, является основным силовым агрегатом конструкции. Имеет три технологических разъёма и делится на носовую часть фюзеляжа, центральную часть фюзеляжа, хвостовую балку и килевую балку. Стыковка носовой части фюзеляжа с центральной производится на сборочном стапеле и в процессе эксплуатации разъёму не подлежит. Остальные части фюзеляжа стыкуются болтами по фланцам стыковочных шпангоутов.
Вертикальные оси симметрии центральной части, хвостовой и килевой балок отклонены на угол 2°30′ вправо от вертикали к горизонтально расположенному полу грузовой кабины (если смотреть по полёту).
Носовая часть фюзеляжа представляет собой отдельный герметичный отсек с наддувом от двигателей. Конструктивно носовая часть состоит из пола, потолочной панели, правой и левой бортовой панели, фонарей лётчика и оператора. Силовой набор включает шпангоуты № 1Н, 1А, 2Н, 3Н, 4Н, 5Н, 6Н а также продольные балки, профили, диафрагмы, настил пола и наружную обшивку.
В носовой части расположена кабина экипажа и смонтирована стрелковая установка. Впереди расположено рабочее место оператора, за ним место лётчика. На каждом рабочем месте имеется кресло, органы управления вертолётом, приборные доски и панели, а также другое оборудование. Рабочие места имеют раздельное остекление фонарей. Перед лётчиком и перед оператором установлено по силикатному бронестеклу с электрообогревом, на которых предусмотрены механические стеклоочистители с электроприводом и омыватели стекла спиртом. Остальное остекление кабины выполнено из ориентированного органического стекла. На правом борту между шпангоутами № 3Н и 5Н находится входная дверь лётчика, а слева-вверху между шпангоутами № 1Н и 3Н находится остеклённый входной люк оператора. Дверь и люк имеют механизмы запирания, которые могут отпираться как изнутри, так и снаружи. При закрытии дверь и люк герметизируются гермошлангами, в которые поступает сжатый воздух из пневмосистемы вертолёта. Для экстренного покидания кабины предусмотрены механизмы аварийного сброса двери и люка, работающие от пиропатронов ПП-3. По бортам справа и слева от рабочего места лётчика имеется по бронеплите.

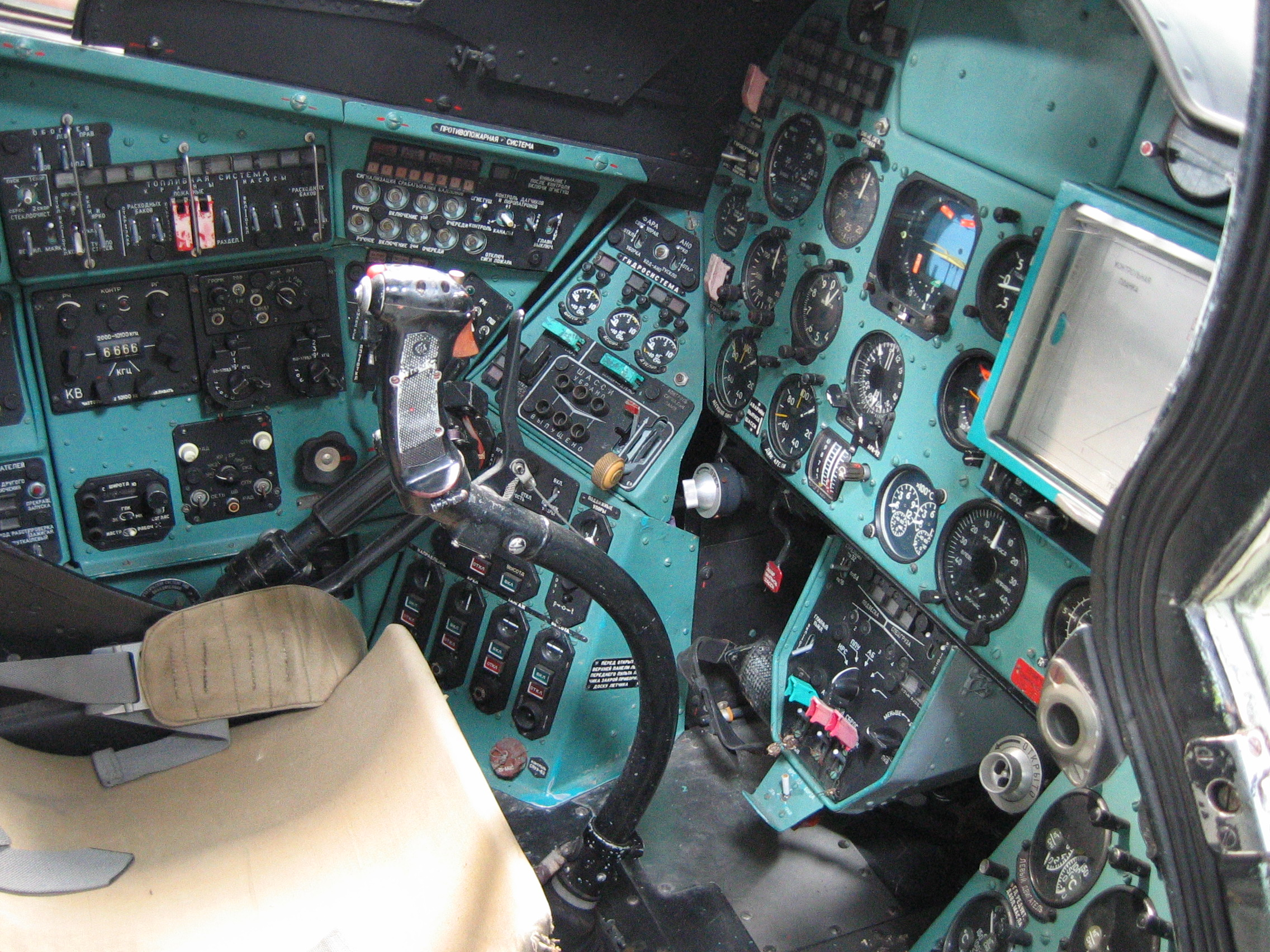
Кабина Ми-24Д

Справа внизу носовой части расположен обтекатель прибора наведения. Обтекатель снабжён двумя стёклами, предохраняющими прибор при эксплуатации. В полёте стёкла защищены двумя парами подвижных створок — внутренними из оргстекла и наружными из дюраля (на Ми-24Д установлены только наружные створки). Привод створок осуществляется от вспомогательной гидросистемы вертолёта.
Снизу по оси симметрии пола между шпангоутом № 4Н и шпангоутом № 1 центральной части фюзеляжа находится ниша передней стойки шасси.

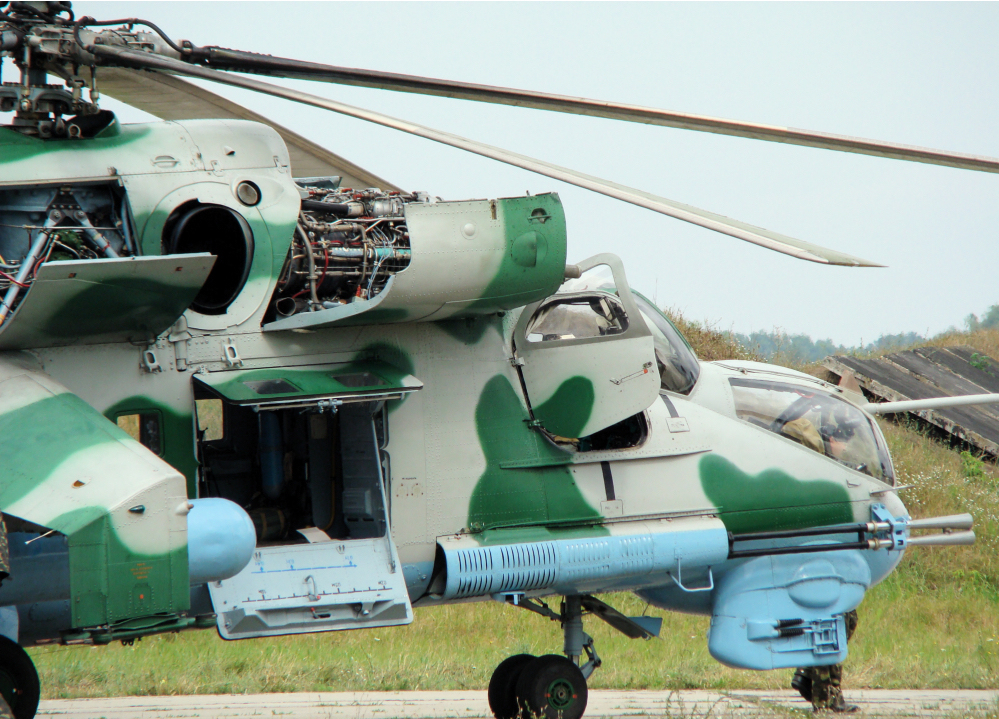
Ми-24П

Центральная часть фюзеляжа — это единый отсек от шпангоута № 1 до шпангоута № 15. Между шпангоутами № 1 и № 8 расположена герметичная грузовая кабина, причём пространство между шпангоутами № 1 и № 2 занято этажерками с оборудованием, остальная часть отсека предназначена для размещения людей или грузов. Шпангоут № 8 — гермоперегородка, отделяющая грузовую кабину от хвостовой части. В шпангоуте № 1 имеется проём для прохода из грузовой кабины в кабину экипажа.
Между шпангоутами № 2 и № 5 с обеих сторон бортов имеются двухстворчатые двери для десанта. Верхние и нижние створки могут открываться как вместе, так и раздельно. Нижняя створка двери служит трапом. В верхних створках имеются по два горизонтальных окна с открывающимися внутрь форточками. При необходимости, на нижние створки предусмотрена установка шкворневых установок для стрелкового оружия.
За гермошпангоутом № 8 и до шпангоута № 15 расположена негерметичная конусообразная часть фюзеляжа, в которой находится технический отсек с электро- и радиооборудованием, а также расходные топливные баки № 1 и № 2 и вертикальный бак № 3. Под полом кабины между шпангоутами № 2-8 расположены подпольные топливные баки № 4 и № 5.
Снизу симметрично между шпангоутами № 8 и № 12 находятся ниши основных стоек шасси.
Хвостовая балка длиной 4490 мм, овальной с сужением в поперечном сечении формы. Силовой набор включает 11 шпангоутов и стрингеры. Внутри балки проходит вал трансмиссии рулевого винта и находится различное радиооборудование вертолёта — приёмопередатчик радиовысотомера, блоки радиостанциЙ, записывающий аппарат магнитофона МС-61, блок 23 из комплекта ответчика 020М. Снаружи балки расположены антенны: шлейфовая антенна АШС-1 радиостанции Р-860-1 (или антенна АСМ-УД радиостанции Р-863), антенны радиостанции «Эвкалипт-М24» и рупорные антенны радиовысотомера РВ-5, «блок 2» изделия ДИСС-15.
Килевая балка состоит из горизонтальной и наклонной части с углом наклона 42°30′. Наклонная часть балки — киль вертолёта, который установлен под углом 6° к оси вертолёта. Внутри балки находится промежуточный редуктор, хвостовой редуктор рулевого винта, узел навески стабилизатора и накопитель регистратора полётных параметров САРПП-12.
Крыло и стабилизатор.
Крыло предназначено для разгрузки несущего винта в полёте и установки балочных держателей вооружения. Крыло имеет угол установки 19° и поперечное V −12°. Профиль крыла NASA-230 с относительной толщиной 20 %. Крыло состоит из двух трапециевидных консолей с углом стреловидности 8°50′ по передней кромке. На законцовках вертикально установлены пилоны с целью повышения поперечной устойчивости вертолёта, и которые также используются для подвески рам специзделий. Силовой набор крыла включает передний и задний лонжероны, четыре стрингера и 9 вертикальных нервюр. На левом пилоне имеется место для установки фотоконтрольного прибора.
Стабилизатор цельноповоротный управляемый, с углами отклонения от +7°30′ до −12°30′. Имеет симметричный профиль NASA-0012. Состоит из двух консолей, каждая из лонжерона, шести нервюр, хвостового стрингера, законцовки и обшивки из полотна АМ-100. Передняя кромка обшита дюралевым листом.
Капот.
Смонтированные на потолке двигатели, редуктор, вентилятор и остальные агрегаты закрыты капотом.
С целью повышения живучести вертолёта подкапотное пространство разделяется двумя (продольной и поперечной) титановыми противопожарными перегородками, на отсек левого двигателя, отсек правого двигателя и отсек АИ-9.
Откидные крышки капотов используются в качестве трапов для подхода к двигателям и агрегатам при наземном обслуживании вертолёта. При необходимости замены двигателей на вертолёте крышки капотов демонтировать не требуется.
Взлётно-посадочные устройства.
К ВПУ относится убираемое в полёте трёхстоечное шасси и неубираемая хвостовая опора. Уборка и выпуск стоек шасси производится от вспомогательной гидросистемы вертолёта. На основных стойках установлено по одному тормозному колесу КТ135А размером 720×320 мм, давление накачки колёс 5,5 кгс/см². Тормоза колёс дисковые (по четыре фрикционных диска на барабане), с пневматическим приводом. На передней стойке пара нетормозных колёс КТ329А с давлением зарядки 4,5 кгс/см². Колёса самоориентирующиеся.
Передняя стойка рычажного типа с газомасляным амортизатором. В амортизатор заливается 1100 см³ масла АМГ-10, после чего он заряжается техническим азотом до давления 52 кгс/см². Основные стойки пирамидального типа, включающие V-образный рычаг, гидравлический амортизатор с торможением на прямом и обратном ходу и раму стойки. В каждый амортизатор заливается 2100 см³ масла АМГ-10, после чего он заряжается техническим азотом до давления 43 кгс/см². Амортизаторы основных стоек, помимо всего прочего, рассчитаны на гашение поперечных колебаний вертолёта типа «земной резонанс».
Хвостовая опора предназначена для защиты рулевого винта от повреждения при грубой посадке вертолёта с большим углом кабрирования. Включает два подкоса с гидравлическим амортизатором и пяту. В амортизатор опоры заливается 350 см³ масла АМГ-10, после чего он заряжается техническим азотом до давления 43 кгс/см².

### Силовая установка и трансмиссия
Силовая установка вертолёта включает два турбовальных двигателя ТВ3-117 (см. отдельную статью) через муфты свободного хода работающих на общую нагрузку, а также системы и устройства, обеспечивающих их работу (топливная система, масляная система, система охлаждения и т. д.). Применялись двигатели ТВ3-117 с нулевой по третью серии, а также высотный двигатель ТВ3-117В. Наиболее массово на Ми-24 устанавливались ТВ3-117 серии 3. Двигатели симметрично установлены над потолком фюзеляжа с наклоном вперёд-вниз на угол 4°30′. Оба двигателя полностью идентичны и взаимозаменяемы, при условии разворота выхлопного патрубка вправо или влево. При запуске раскрутка двигателя производится воздушным стартером СВ-78Б, сжатый воздух отбирается от турбоагрегата АИ-9В.
Силовая установка вертолёта Ми-24 имеет систему автоматического управления частотой вращения несущего винта и систему синхронизации мощности двигателей.
Данные по силовой установке вертолёта:
(двигатель ТВ3-117В, в скобках ТВ3-117 серии 3)
- мощность двигателя на режиме малого газа, л. с. — не более 200,
- мощность двигателя на первом крейсерском режиме, л. с. — 1500,
- мощность двигателя на номинальном режиме, л. с. — 1700,
- мощность двигателя на взлётном режиме со включённым эжектором ПЗУ, л. с. — 2100 (2225)
- число оборотов турбокомпрессора, соотв. 100 % по указателю — 19537 (19500)
- время приёмистости двигателя от режима малого газа до взлётного, не более — 9 сек.
- масса двигателя — 269 кг.

Применяемое топливо — Т-1, ТС или их смеси, топливо РТ с примесью 0,003 % присадки «ИОНОЛ». Моторное масло — синтетическое Б-3В, количество масла в маслобаке двигателя 8-11 (мин.-макс.) литров, полностью по 15 литров на двигатель.
Каждый двигатель вертолёта штатно оборудован пылезащитным устройством (ПЗУ), что позволяет вертолёту работать с неподготовленных грунтовых площадок. ПЗУ на взлётном режиме работы двигателя очищает примерно 70-75 % проходящего через воздухозаборник воздуха, с расходом на взлётном режиме 8,94 кгс/с.
Вентиляторная установка предназначена для охлаждения масла в маслосистемах двигателей и главного редуктора, продува электрогенераторов; охлаждения гидронасосов и воздушного компрессора. Включает собственно вентиляторную установку — крыльчатку с приводом от карданного вала, два воздушно-масляных радиатора, систему воздухопроводов. Крыльчатка вращается в полёте с частотой 6033 об/мин.
Трансмиссия служит для передачи крутящего момента двигателей на несущий и рулевые винты, а также на коробку приводов, вентилятор и вспомогательные агрегаты на редукторе. Редуктор преобразует вращательное движение от двух двигателей с частотой 15000±450 об/мин во вращательное движение вала несущего винта с частотой 240±7 об/мин. Главный редуктор установлен наверху фюзеляжа в редукторной раме, состоящей из восьми подкосов, которые соединены попарно в 4 V-образные вилки. Сухая масса редуктора ВР-24 составляет 830 кг.
Основными агрегатами трансмиссии вертолёта Ми-24 являются:
- Главный редуктор ВР-24 с навесными агрегатами: три гидронасоса НП-92А-4, компрессор АК-50Т1 и два датчика тахометров.
- Коробка приводов, помимо привода двух генераторов выполняет роль промежуточного понижающего редуктора хвостового вала трансмиссии.
- Промежуточный редуктор хвостового вала трансмиссии.
- Хвостовой редуктор.
- Хвостовой вал трансмиссии, состоит из передней, средней и хвостовой части.
- Карданный вал привода вентилятора.
- Тормоз несущего винта.

Для смазки коробки приводов, промежуточного и хвостового редуктора используется гипоидное масло ТСгип. В главный редуктор заливается масло Б-3В в количестве 47 литров (полная ёмкость системы).

### Несущий винт и автомат перекоса
Несущий винт (НВ) предназначен для создания подъёмной силы и тяги, необходимых для полёта вертолёта. Через автомат перекоса производится управление полётом вертолёта относительно продольной и поперечной осей.
Несущий винт состоит из втулки и пяти лопастей. Винт в сборе фиксируется на валу главного редуктора.
Лопасти в целом по конструкции повторяют лопасти НВ вертолёта Ми-8. Каждая лопасть прямоугольной в плане формы, конструктивно состоит из лонжерона и 18 отсеков. Сечение лопасти переменное с различной толщиной профиля типа NACA-230М, с геометрической круткой от 0° в законцовке до 3°36′ в комле лопасти.
Втулка винта установлена на валу главного редуктора и предназначена для вращения лопастей, а также для восприятия и передачи на фюзеляж аэродинамических сил, возникающих на несущем винте. Крепление лопастей к втулке осуществляется посредством горизонтальных, вертикальных и осевых шарниров. Шарнирное соединение позволяет лопастям совершать колебательные и маховые движения, а также менять угол установки лопастей. Для предотвращения возникновения колебаний типа земной резонанс в конструкции втулки предусмотрены гидравлические демпферы. В целях уменьшения свеса лопастей и создания требуемых зазоров между лопастями и хвостовой балкой при малых оборотах винта в конструкцию введены центробежные ограничители свеса лопасти.
Основные технические данные несущего винта:
- диаметр винта — 17, 3 м
- диаметр втулки винта — 1744 мм
- угол установки вала несущего винта в продольной плоскости (вперёд) — 4° 30′
- угол установки вала несущего винта в поперечной плоскости относительно пола кабины (вправо) — 2°30′±30′
- угол установки лопастей НВ максимальный — 15°
- угол установки лопастей НВ минимальный — 1°
- максимальный угол взмаха лопасти — 25°
- масса втулки винта — 590 кг
- масса комплекта лопастей — 577 кг

Автомат перекоса — это механизм, позволяющий изменять углы установки лопастей, то есть величину и направление тяги винта вертолёта. Автомат перекоса установлен на главном редукторе вертолёта.
Автомат перекоса состоит из:
- направляющей,
- ползуна,
- кронштейна,
- внутреннего и наружного колец,
- тарелки автомата перекоса,
- тяги поворота лопастей,
- рычага общего шага и поворота тарелки,
- качалок продольного и поперечного управления.

Масса автомата перекоса в сборе — 121 кг.

### Рулевой винт
Рулевой винт предназначен для уравновешивания реактивного момента несущего винта в прямолинейном полёте и для путевого управления вертолётом. Винт трёхлопастный, изменяемого шага, реверсивный, установлен слева по полёту. Непосредственно управление шагом винта производится педалями путевого управления. Для предотвращения возникновения недопустимых нагрузок на винт при энергичном маневрировании вертолёта в систему управления рулевым винтом введён электронно-механический ограничитель расхода педалей — система СПУУ-52.
Рулевой винт состоит из втулки с кардановым подвесом и трёх лопастей. Конструкция цельнометаллической лопасти РВ в основном повторяет конструкцию лопасти НВ. Профиль лопасти — NACA-230М, без геометрической крутки. Угол установки лопастей РВ минимальный минус 6°55′, максимальный + 26°. Диаметр рулевого винта 3,91 м. Масса винта в сборе — 118 кг.

### Системы вертолёта
Система управления вертолётом
Управление полётом вертолёта относительно трёх осей осуществляется изменением величины и направления тяги несущего винта и изменением величины тяги рулевого винта. На вертолёте установлено двойное управление: одно на рабочем месте лётчика, второе на рабочем месте оператора. В систему управления входят:
- двойное продольно-поперечное управление, в котором две ручки управления кинематически связаны между собой и с автоматом перекоса
- управление пружинными механизмами загрузки
- двойное путевое управление с двумя парами педалей, связанных с рулевым винтом
- двойное объединённое управление «шаг-газ» и стабилизатором, в котором две ручки «шаг-газ» кинематически связаны с ползуном автомата перекоса и рычагами насосов-регуляторов на двигателях
- раздельное управление двигателями
- управление перенастройкой оборотов (частоты вращения) двигателей
- управление остановом двигателей
- управление тормозом несущего винта
- управление тормозами колёс

Продольное и поперечное управление производится путём отклонения ручки, что приводит к изменению наклона тарелки автомата перекоса и вызывает циклическое изменение угла установки лопастей в различных азимутальных положениях, при этом меняется направление равнодействующей тяги несущего винта. Для создания и изменения усилий на ручке управления и её центрирования в систему введены пружинные механизмы продольной и поперечной загрузки с небольшими градиентами усилий и электромеханизмы градиента усилий МГУ-1. Управление механизмами загрузки производится кнопками или восьмипозиционными переключателями на ручках управления.
В системе путевого управления установлен гидродемпфер, который не позволяет резкое перемещение педалей. Кроме того, в системе путевого управления установлен подвижный упор — система СПУУ-52. Эта система отслеживает плотность воздуха и ограничивает шаг лопастей рулевого винта, предотвращая критические нагрузки на трансмиссию и винт.
В полёте частота вращения несущего винта вертолёта, как и обороты двигателей стабилизированы автоматикой двигателей. Перенастройка оборотов двигателей без изменения общего шага НВ осуществляется электромеханизмом МП-100М, управляемым с помощью нажимного переключателя на ручке «шаг-газ» у лётчика. Также только у лётчика имеются рычаги раздельного управления двигателями, что необходимо при раздельной проверке двигателей на земле и может потребоваться при полёте на одном двигателе.
Конструктивно система управления вертолётом включает:
- Агрегат управления — самостоятельный блок, который собирается отдельно и крепится к полу вертолёта между шпангоутами № 4Н и № 5Н. На агрегате управления смонтированы ручка продольно-поперечного управления, ручка «шаг-газ», рычаги раздельного управления двигателями, пружинные механизмы загрузки и электромеханизмы системы МГУ-1, дифференциальный механизм системы управления двигателями, противовесы наклонных тяг, тяги и качалки, связывающие ручки управления с выводными качалками, электромеханизма градиента усилий и вторым управлением у оператора.
- Педали путевого управления установлены впереди сидения лётчика на полу кабины, по оси симметрии шпангоута № 3Н. Педали можно регулировать по росту лётчика в пределах 50 мм.
- Агрегат продольного, поперечного, путевого управления и управления общим шагом установлен на потолке, снаружи центральной части фюзеляжа между шпангоутами № 7 и № 8.
- Кронштейн с четырьмя гидроагрегатами КАУ-110 установлен на задней стенке главного редуктора.
- Резервные органы управления у оператора включают ручку продольно-поперечного управления, ручку «шаг-газ» и педали. В нормальном полёте ручка продольно-поперечного управления отключена и зафиксирована в походном положении. В аварийной ситуации, когда лётчик потерял работоспособность (ранен или убит) управление от оператора позволяет довести и посадить вертолёт.

Гидравлическая система вертолёта
Состоит из основной, дублирующей и вспомогательной гидросистем.
Основная и дублирующая система предназначены для питания комбинированных агрегатов управления продольного, поперечного, путевого управления и управления общим шагом винта. Кроме того, основная гидросистема питает гидроцилиндр расстопорения ручки фрикциона «шаг-газ» и является резервной для выпуска шасси. Основная и дублирующая системы имеют общий гидроблок АГС-60А, насосы переменно производительности НП92А-4 (по одному в каждой системе) и четыре комбинированных агрегата КАУ-110.
Насосы установлены на главном редукторе, то есть давление в системе будет даже при отказе двигателей и посадке вертолёта в режиме самовращения винта.
Вспомогательная система является основной при уборке и выпуске шасси, также она используется для привода створок прибора наведения, гидродемпфера, установленного в системе путевого управления, раздвижных тяг с гидроуправлением. Давление в этой системе создаётся насосом НП92А-4.
ОДТ гидросистем вертолёта:
- рабочая жидкость — масло АМГ-10
- рабочее давление — 65…80 кгс/см²
- полная заправка 36…38 литров

Воздушная система
Воздушная система вертолёта предназначена для торможения колёс основных опор шасси, герметизации двери лётчика, входного люка оператора, створок грузовой кабины и обеспечения работы насосов опрыскивания лобовых стёкол кабины экипажа. Воздух под давлением 40-50 кгс/см² находится в двух баллонах, в качестве которых используют пустотелые полости подкосов основных опор шасси и дополнительный баллон в редукторном отсеке вертолёта. Зарядка воздушной системы производится перед полётом через бортовой зарядный штуцер. В полёте подпитка системы происходит от поршневого воздушного компрессора АК-50Т1, установленного в редукторном отсеке.
Топливная система вертолёта состоит из пяти внутренних мягких протектированных баков: двух расходных баков № 1 и № 2, установленных над потолком за редуктором НВ; вертикальном баке № 3, расположенном за задней стенкой грузовой кабины между шпангоутами № 8 и № 9; двух нижних подпольных баков № 4 и № 5, расположенных попарно между шпангоутами 2-8. Все эти баки изготовлены из керосиностойкой резины и защитного слоя из капронового волокна. Протектор состоит из нескольких слоёв резины Р-29. Каждый бак на вертолёте размещается в контейнере.
В перегоночном варианте на вертолёт устанавливаются дополнительные баки:
- на вертолёте Ми-24В два или четыре подвесных металлических бака на держателях внешней подвески на консолях крыла
- на вертолёте Ми-24Д один или два дополнительных металлических топливных бака (№ 6 и № 7) внутри грузовой кабины.

Топливная система вертолёта предусматривает заправку топливом Т-1, ТС или РТ через заливные горловины баков № 1, № 2, № 3 и подвесных, нижние баки заполняются самотёком. Баки № 3, № 4 и № 5 в целях пожарной безопасности могут был заполнены губчатым наполнителем — пенополиуретаном. Полная заправка вертолёта Ми-24 2240 литров (для баков, заполненных пенополиуретаном полная ёмкость системы 2165 литров):
Ёмкость системы побаково:
- расходные баки № 1 или № 2 — по 350 литров
- бак № 3 — 560 (535) литров
- в баках № 4 и № 5 — 980 (930) литров

Перегоночный вариант заправки:
- полная ёмкость четырёх подвесных баков — 4х475 литров
- полная ёмкость двух дополнительных баков № 6 и № 7 на Ми-24Д — 2х850 литров

Каждый двигатель питается топливом из своего расходного бака, энергоузел АИ-9В может питаться из любого расходного бака. При необходимости можно переключить питание обоих двигателей на любой расходный бак. В расходные баки топливо подаётся перекачивающими топливными насосами ЭЦН-91Б. Для контроля за наличием и расходом топлива на вертолёте смонтирован топливомер ТПР1-8Б, датчики которого имеются во всех внутренних баках вертолёта.
Порядок расхода топлива: первыми вырабатываются подвесные баки (при наличии), затем бак № 3 полностью, затем нижние баки № 4-5 одновременно, и в конце расходные баки 1-2 делятся поровну на каждый двигатель. Резервный остаток топлива (при котором срабатывает сигнализация) в расходных баках составляет по 120 литров.
Если баки вертолёта не заполнены пенополиуретаном, тогда на вертолёте смонтирована система нейтрального газа, подающая в надтопливное пространство баков углекислоту с концентрацией не менее 36 % по объёму. Жидкая углекислота хранится на борту вертолёта в двух баллонах УБШ-4. Система включается перед боевым вылетом и работает в течение всего полёта. При боевом вылете с неполной заправкой дополнительно перед полётом производится продувка топливных баков углекислотой от наземной установки.
Система пожаротушения
Для тушения пожара на вертолёте смонтирована централизованная автоматическая система пожаротушения. Всё защищаемое пространство разделено противопожарными перегородками на четыре отсека:
- подкапотное пространство левого двигателя
- подкапотное пространство правого двигателя
- отсек главного редуктора и расходных топливных баков
- отсек АИ-9 и бака № 3

В каждом отсеке расположена группа датчиков-сигнализаторов пожара ДТБГ, подключённые к системе сигнализации о пожаре ССП-ФК. Для тушения пожара на вертолёте имеются два стационарных баллона с пироголовками, заряженные огнегасящим составом фреон-114, система трубопроводов и коллекторов для подвода состава к месту возгорания. Огнетушители срабатывает в две очереди — первая срабатывает автоматически по сигналу системы ССП или вручную, вторая инициируется только вручную.
Между шпангоутами 5Н и 6Н в кабине экипажа имеется ручной переносной углекислотный огнетушитель.
Противообледенительная система
Предназначена для защиты от обледенения в полёте передних кромок несущего и хвостового винтов, лобовых стёкол лётчика и оператора, входных устройств воздухозаборников и входных устройств двигателей. В качестве датчика обледенения используется радиоизотопный индикатор обледенения РИО-3, установленный на воздухозаборнике вентилятора.
Противообледенители лопастей винтов состоят из нагревательных элементов на кромках лопастей, токосъёмника на колонке несущего винта и токосъёмника на рулевом винте, и электромеханического программного механизма ПКПС-1, который по определённой программе поочерёдно включает и выключает нагревательные секции. Питание нагревательных элементов осуществляется от сети переменного тока 208 вольт.
Передние стёкла кабины экипажа имеют плёночные нагревательные элементы. Питание на них подаётся циклически через электронные терморегуляторы ТЭР-1М (по одному на стекло). В связи с технологическом разбросом параметров при изготовлении стёкол, обогревательный элемент стекла питается не напрямую от сети 208 вольт, а через автотрансформатор АТ-8-3, в котором предусмотрено переключение обмоток и индивидуальная настройка под конкретное стекло (на каждое стекло в паспорте указано напряжение питания).
Обогрев обтекателей воздухозаборников двигателей производится кольцевыми нагревательными электрическими элементами внутри обтекателей — 14 колец из нержавеющей стали, соединённых последовательно. Температура поддерживается автоматически терморегуляторами ТЭР-1М.
Входные устройства двигателей — кок ВНА, лопатки компрессора, передние кромки стоек корпуса первой опоры, воздухозаборник термокомпенсатора топливного насоса НР-3А обогреваются горячим воздухом, отбираемым из полости между кожухом и жаровой трубой у камеры сгорания двигателя. Горячий воздух подаётся по системе трубопроводов, в которых установлены электрические заслонки «1919». Включение (открытие заслонок) происходит автоматически по команде от РИО-3 или вручную выключателем в кабине.
Система кондиционирования
Для создания нормальных условий экипажу и десанту вертолёты оборудованы системой кондиционирования воздуха СКВ, которая построена по немного разным схемам на Ми-24В и Ми-24Д. Так, отбор воздуха на Ми-24В осуществляется от 12-х ступеней компрессоров двигателей, а на вертолёте Ми-24Д воздух отбирается от 7-х ступеней компрессоров двигателей. СКВ может работать как в режиме обогрева, так и в режиме охлаждения воздуха. Температурный режим поддерживается автоматическими регуляторами температуры типа РТА (РТА-32-27, РТА-36-28 и т. п.). С целью возможности полёта вертолёта над заражённой местностью воздух, поступающий в СКВ, очищается и осушивается, а в кабине вертолёта поддерживается постоянное избыточное давление 500+150 мм вод. ст. (Ми-24Д). Также в связи с токсичностью синтетического моторного масла Б-3В в СКВ предусмотрены меры по отделению аэрозольных частичек масла, попадающие в систему через уплотнения подшипников передних опор двигателя. Также предусмотрена вентиляция кабины вертолёта забортным воздухом при полёте на малых высотах, при этом наддув от СКВ исключается.

### Авиационное оборудование
Система электроснабжения
На вертолёте применяется первичная сеть трёхфазного переменного тока 208 вольт с частотой 400 гц. Источники электроэнергии — два генератора ГТ-40ПЧ6, каждый работает на свою сеть и свою группу потребителей. При необходимости генераторы могут быть включены на параллельную работу.
Для питания потребителей трёхфазным переменным током 36 вольт на вертолёте имеются два силовых трансформатора. Трансформатор, подключённый к левой сети, является рабочим, трансформатор правой сети — резервным. Для аварийного питания жизненно важных потребителей при отсутствии в сети переменного тока имеется маломощный электромашинный преобразователь ПТ-125Ц, который работает от сети постоянного тока. Для питания потребителей однофазным переменным током на вертолёте имеются два трансформатора ТР115/36, основной и резервный. Для питания на земле при неработающих двигателях некоторых систем имеется ещё один однофазный преобразователь типа ПО-750А. Он включается принудительно выключателем. Для проверок вертолётных систем на земле на левом борту вертолёта имеется стандартная розетка трёхфазного с нейтралью аэродромного питания ШРАП-400-3ф.
Вторичная сеть постоянного тока на бортовое напряжение 27 вольт состоит из двух полупроводниковых выпрямительных устройств ВУ-6А(Б), подключённых на трёхфазную сеть 208 вольт, и двух свинцовых аккумуляторных батарей 12САМ-28. Для наземного питания потребителей постоянного тока на левом борту фюзеляжа имеется розетка аэродромного питания ШРАП-500. Также возможно подключение на сеть (с ограничениями) стартёр-генератора агрегата АИ-9В.
Приборное оборудование
Приборное оборудование вертолёта рассчитано на пилотирование в простых и сложных метеоусловиях, днём и ночью. Приборы расположены на рабочем месте у лётчика: на приборной доске, на правом пульте, правом переднем пульте, левом переднем пульте, левом боковом пульте. На вертолёте установлены следующие приборы: радиомагнитный индикатор РМИ-2, указатели крена и тангажа УКТ-2 у лётчика и оператора, малогабаритные гировертикали МГВ-1СУ, курсовая система «Гребень», указатели скорости УС-450К у лётчика и у оператора, высотомеры ВД-10К у лётчика и оператора, вариометр ВАР-30МК, командно-пилотажный прибор ПКП-72М, часы АЧС-1 у лётчика и оператора, выключатель коррекции ВК-53РВ, указатель радиовысотомера РВ-5, индикатор висения и малых скоростей из комплекта ДИСС-15, индикатор путевой скорости и угла сноса из комплекта ДИСС-15, индикатор координат из комплекта ДИСС-15, указатель перегрузки УП из комплекта АДП-4, трёхстрелочные указатели двигателей УИ3-3К из комплекта системы ЭМИ-3РИ, указатель режимов УР-117 из комплекта ИР-117, указатели оборотов двигателей ИТЭ-2Т у лётчика и у оператора, термометр выходящих газов 2УТ-6 из комплекта 2ИА-6, термометр выходящих газов энергоузла ТСТ-282С, трёхстрелочные моторные указатели УИ3-6К редукторов и коробки приводов из комплекта ЭМИ-3РВИ, указатели оборотов несущего винта ИТЭ-2Т у лётчика и оператора, указатель шага винта УШВ-1К, указатель и переключатель топливомера ТПР1-8А, указатели УИ1-100 гидросистемы из комплектов ДИМ-100, манометр давления воздуха ДИМ-8, манометр НТМ-100, термометр наружного воздуха ТНВ-45, сигнальные табло.
Система автоматического управления САУ-В24-1
Система автоматического управления САУ-В24-1 (далее САУ), применяемая на вертолёте Ми-24, решает следующие задачи:
- улучшает характеристики устойчивости и управляемости вертолёта
- стабилизирует угловое положение, воздушную скорость и барометрическую высоту полёта на всех режимах полёта
- обеспечивает автоматическое висение вертолёта над заданной точкой

В комплект САУ входят:
- пульт управления ПВМ-24 «Висение-маршрут»,
- пульт управления ПВП-24 «Высота-посадка»,
- задатчик путевого угла ЗПУ-24,
- блок вычислительный БВ-24,
- блок связи с высотомером БСВ-24,
- монтажная рама РМ-24.

С САУ работает следующее оборудование вертолёта:
- малогабаритная гировертикаль МГВ-1СУ,
- курсовая система «Гребень»,
- аппаратура ДИСС-15,
- радиовысотомер РВ-5 (А-037),
- корректор-задатчик высоты КЗВ и корректор-задатчик приборной скорости КЗСП с блоками сигнализации готовности БСГ,
- комбинированные агрегаты управления КАУ-110 (КАУ-115),
- гидродемпфер путевого управления СДВ-500,
- и др.

Курсовая система
(Основная статья: Курсовая система «Гребень»)
Курсовая система «Гребень» предназначена для определения курса вертолёта и выдачи сигнала курса бортовым потребителям.
Система регистрации аварийных режимов полёта
На вертолёте установлена система САРПП-12Д. Эта система пишет шесть аналоговых параметров и семь разовых команд. В качестве носителя информации в накопителе используется 35 мм фотоплёнка.
Светотехническое оборудование вертолёта
Оборудование наружного освещения включает: фару поисково-посадочную ФПП-7, рулёжную фару ФР-9, бортовые огни БАНО-45, хвостовой огонь ХС-99, огни полёта строем ОПС-57, проблесковый маяк МСЛ-3 и контурные огни на законцовках лопастей НВ.
Внутренне освещение кабины экипажа красно-белое. В грузовой кабине освещение бело-синее.

### Радиоэлектронное оборудование
Всё радиооборудование, установленное на вертолёте, подразделяется на радионавигационное и радиосвязное. Оно обеспечивает:
- полёт по приводам, широковещательным станциям и радиомаякам
- пилотирование вертолёта над местностью без ориентиров
- связь внутри вертолёта между членами экипажа, связь вертолёта с землёй и с другими вертолётами
- запись разговорной речи при внутренней и внешней связи

Аппаратура вертолётовождения
- доплеровский измеритель путевой скорости и угла сноса ДИСС-15Д
- автоматический радиокомпас АРК-15М
- автоматический радиокомпас АРК-У2, работает совместно с УКВ приёмником Р-852
- радиовысотомер РВ-5 (А-037)
- радиомагнитный индикатор РМИ-2

Аппаратура ДИСС непрерывно автоматически измеряет параметры движения вертолёта (путевую скорость, угол сноса, пройденный путь и боковое уклонение) относительно отражающей поверхности (поверхности Земли).
Радиокомпас АРК-15 работает в диапазоне частот 150—1800 кГц и обеспечивает полёт про приводным и широковещательным радиостанциям, обеспечивая получение непрерывного курсового угла.
Радиокомпас АРК-У2 работает только с аварийными радиомаяками, в качестве резерва может использоваться для привода на аэродром по наземной радиостанции типа РАС-УКВ.
Радиовысотомер РВ-5 предназначен для непрерывного измерения истинной высоты полёта вертолёта её индикацию.
РМИ-2 — комбинированный прибор для индикации лётчику магнитного или истинного курса, двух курсовых углов радиостанций (КУР) и двух пеленгов. РМИ работает, получая информацию от АРК-15М, АРК-У2 и курсовой системы «Гребень».
Аппаратура связи
- переговорное устройство СПУ-8 на три абонентских аппарата
- МВ командная радиостанция Р-860-1 или командная радиостанция МВ-ДМВ диапазона Р-863
- связная радиостанция «Карат-М24» или «Ядро-1Г»
- радиостанция «Эвкалипт-М24»

Аппаратура контроля
- магнитофон МС-61Б
- аппаратура речевой информации РИ-65

Аппаратура оповещения и опознавания
- изделие 020М — бортовой радиолокационный ответчик системы «Кремний-2М»
- изделие 6201 — ответчик системы госопознавания «Пароль»
- система предупреждения об облучении СПО-10
- рентгенометр ДП-3А-1

### Авиационное вооружение
На вертолёте Ми-24В(Д) используется управляемое ракетное оружие, неуправляемое ракетное оружие, бомбардировочное вооружение, стрелково-пушечное вооружение и система отстрела ложных тепловых целей. Вертолёт допускает множество вариантов подвески и установки элементов вооружения, а также возможны смешанные варианты загрузки «ракеты-бомбы».
Управляемое ракетное вооружение —комплекс 9К113
Комплекс «Штурм-В» предназначен для поражения управляемыми ракетами малоразмерных бронированных подвижных и неподвижных наземных целей, полевых сооружений, а также малоскоростных воздушных целей при прямом попадании.
В состав комплекса входят:
- аппаратура полуавтоматической системы наведения и управления 9С475
- аппаратура командной радиолинии 9С477 с приводом антенны 9С812
- баллистический вычислитель 9С476
- ракеты 9М114, 9М114Ф («Штурм») и 9М120 («Атака»)

Каждая ракета находится в пусковой трубе-контейнере. Пусковая труба-контейнер является укупоркой при транспортировании ракеты и её хранении, одновременно являясь направляющей при пуске ракеты. На вертолёте стационарно установлены две пусковые рамы, ещё две рамы с переходниками могут подвешиваться на балочных держателях. На каждой пусковой раме монтируется по две пусковые трубы-контейнера с ракетами.
Все ракеты калибра 130 мм и длиной 1830—1843 мм (в зависимости от варианта исполнения). Максимальная дальность управляемого полёта ракеты — 5-5,5 км. Ракета 9М114Ф оснащена фугасной боевой частью. Ракета 9М120 оснащена кумулятивной боевой частью тандемного типа с повышенной бронепробиваемостью.
Аппаратура 9С475 позволяет обнаруживать объекты на дальностях до 6000 метров. Пуск и наведение ракеты осуществляется в полуавтоматическом режиме: управление линией визирования осуществляется оператором вручную, а управление полётом ракеты при этом происходит автоматически по радиокомандам с вертолёта. Попадание ракеты обеспечивается в случае:
- совмещения лётчиком подвижной марки прицела АСП с неподвижной сеткой прицела с точностью ±15 тыс. в зависимости от высоты и скорости, в момент пуска ракеты до её схода — это т. н. разрешённая зона пуска РЗП
- совмещения оператором перекрестия прицельной марки прибора наведения с целью от момента пуска до момента попадания ракеты в цель

Неуправляемое ракетное оружие
Система неуправляемого ракетного оружия позволяет выполнять пуски ракет только с рабочего места командира экипажа. Для прицеливания используется стрелковый прицел АСП.
Система предназначена для поражения линейных и площадных наземных целей. На вертолёте могут применяться блоки УБ-32А-24 с ракетами типа С-5, блоки Б8В20 с ракетами типа С-8 и ракеты С-24Б.
В состав неуправляемого ракетного оружия входят:
- четыре блока УБ-32А-24 с ракетами типа С-5К1, С-5К0, С-5М1, С-5М0, С-5С, общим количеством до 128 шт.
- или четыре блока Б8В20(А) с ракетами типа С-8АС, С-8М, С-8Б, С-8КО, С-8Ф в количестве до 80 шт.
- или четыре неуправляемые ракеты С-24Б на авиационных пусковых установках АПУ-68УМ3

Для возможности ведения серийно-залпового пуска ракет из блоков в различных вариантах установлены приборы управления стрельбой ПУС-36-71, которые формируют по заданной программе импульсы тока в блоки УБ-32А-24 и Б8В20А. Интервал между сходами ракет составляет 0,05 сек. Ракеты С-24Б можно пускать по две ракеты в залпе с интервалами 0,16 сек. Варианты пусков ракет предварительно выставляются на пульте и позволяют выполнять пуск с блоков левого борта, правого борта или одновременно, а также выбирать количество ракет в очереди (короткая-средняя-длинная, от 4 до 16 ракет в залпе с УБ-32). Вычислительное устройство прицела АСП обеспечивает автоматическое вычисление угловых поправок только для ракет С-5КО и С-8М, для остальных ракет необходимо пользоваться поправочными таблицами.
Бомбардировочное вооружение
Бомбардировочное вооружение вертолёта позволяет применять свободнопадающие боеприпасы с горизонтального полёта, с пикирования или с кабрирования по различным наземным целям. Возможно применение таких боеприпасов, как фугасные и осколочно-фугасные авиабомбы общего назначения, а также зажигательные баки ЗБ-250ШМ, ЗБ-500Ш, осветительные бомбы НОСАБ-100Т, бетонобойные боеприпасы типа БЕТАБ-500ШП, и др.
На вертолёте предусмотрена авиационная система минирования АСМ. На внутренние балочные держатели БД3-57КрВ можно установить два контейнера мелких грузов КМГУ-2, которые в основном применяются для минирования местности или объектов. В КМГУ снаряжаются противопехотные мины ПФМ-1, осколочные мины ПОМ-1, ПОМ-2, ПОМ-СВ, противотанковые мины ПТМ-1, ПТМ-3 и др.; осколочные авиабомбы АО-2,5РТ; блоки с объёмно-детонирующим зарядом; блоки с агитационной литературой. Например, в два КМГУ можно зарядить 2496 мин ПФМ-1 или 192 авиабомбы АО-25.
Стрелково-пушечное вооружение

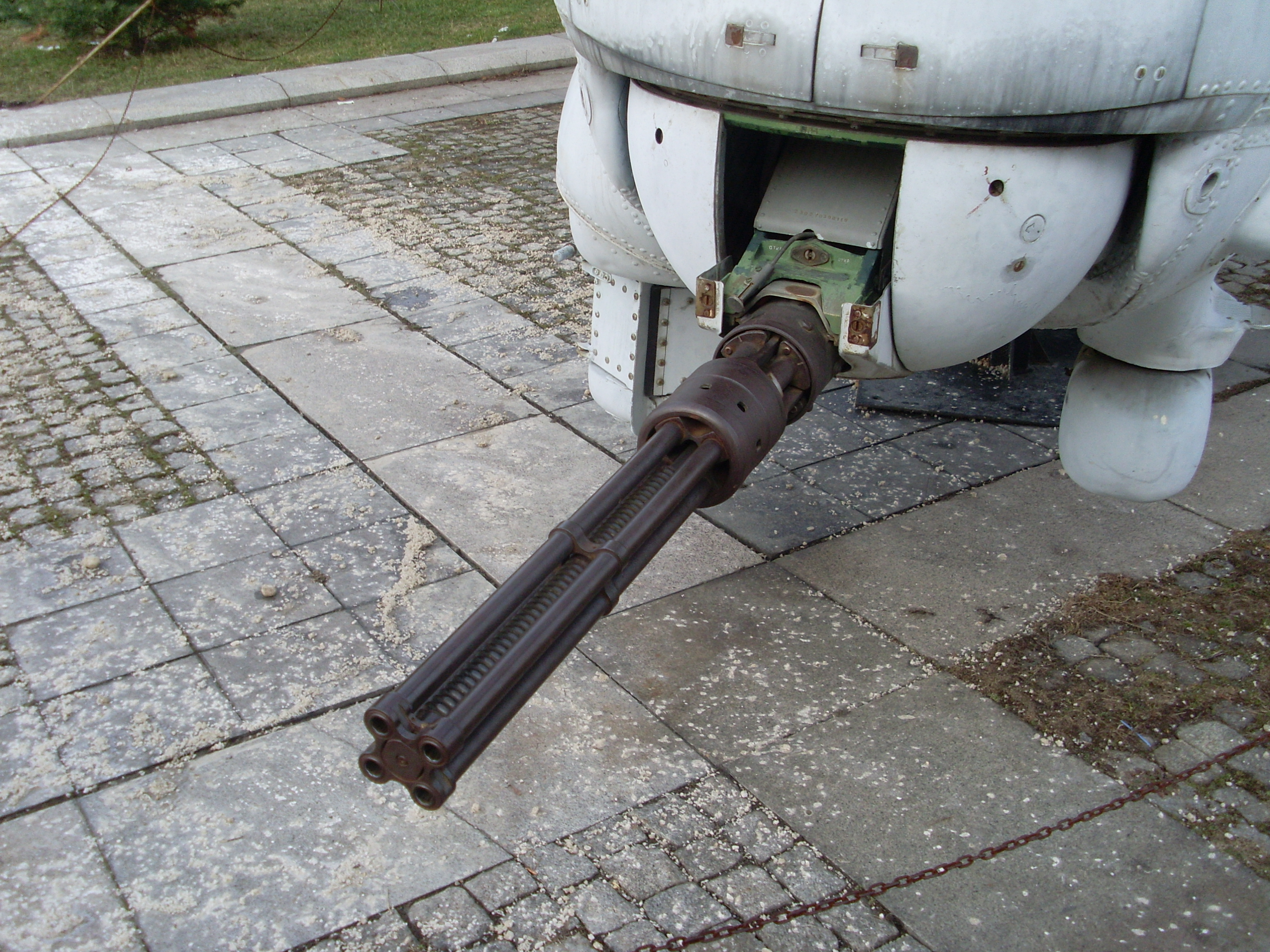
УСПУ-24

- Впереди снизу установлена унифицированная стрелковая пулемётная установка УСПУ-24, четырёхствольный крупнокалиберный пулемёт ЯкБ-12,7 с боезапасом 1470 патронов (в транспортном варианте 750 патронов). Управление установкой дистанционное от прицельной станции КПС.
- Два универсальных пушечных контейнера УПК-23-250 с одной пушкой ГШ-23Л в каждом, 250 снарядов к пушке.
- Унифицированные вертолётные гондолы в пулемётном и гранатомётном вариантах. В пулемётном варианте в гондоле может быть один пулемёт калибра 12,7 мм или два пулемёта 7,62 мм. В гранатомётном варианте в гондоле установлен автоматический гранатомёт 216ПА калибром 30 мм.
- Два 7,62 мм пулемёта ПК в шкворневых установках нижних створок дверей грузовой кабины.

На пушечном варианте вертолёта Ми-24П смонтирована неподвижная пушечная установка с 30-мм пушкой 9А-623К (ГШ-30-2К). Эта пушка отличается от базового варианта удлинёнными на 900 мм стволами, пламегасителями и испарительной системой охлаждения стволов. Пушка имеет два режима ведения стрельбы: с высоким темпом — 2000—2600 выстр./мин и с низким — 300—400 выстр./мин.
Прицельное и фотоконтрольное оборудование
- Прицельная станция КПС-53АВ предназначена для прицеливания и определения дальности до цели внебазовым способом, для ведения прицельной стрельбы из УСПУ-24, прицельного бомбометания и минирования. Прицельная станция установлена на рабочем месте оператора.
- Авиационный стрелковый прицел АСП-17В предназначен для выполнения лётчиком прицеливания по подвижным и стационарным целям. Прицел используется при стрельбе из неподвижного оружия, пусках НАР и пусках УР. Кроме этого прицел позволяет определять дальность до цели и определять скольжение вертолёта. Для вычисления поправок при стрельбе и пусках ракет в состав прицела входит аналогово-цифровое вычислительное устройство.
- Фотоконтрольный прибор С-13-300-100 — автоматический 35 мм плёночный фотоаппарат с дистанционным управлением. Он установлен на пилоне левой консоли крыла и предназначен для контроля применения оружия лётчиком. Темп фотосъёмки — 8+2 кадров в сек.
- Фотоконтрольный прибор ПАУ-457-2М — автоматический 16 мм плёночный фотоаппарат с дистанционным управлением. Установлен на прицельной станции КПС-53АВ у оператора и позволяет документировать применение оружия оператором. Скорость съёмки составляет 8 кадров с сек.
- Фотоконтрольный прибор СШ-45 — автоматический 35 мм плёночный фотоаппарат с дистанционным управлением. Предназначен для фиксации информации с прицела лётчика АСП-17В. Темп съёмки — 10 кадров в секунду.

Система постановки пассивных помех
На вертолёте Ми-24 могут использоваться следующие устройства:
Система АСО-2В с дистанционным отстрелом ложных тепловых целей ППИ-26-1 предназначена для защиты вертолёта от самонаводящихся ракет с ИК головками самонаведения. На вертолёте может быть установлено два комплекта АСО-2В. В каждый комплект входят две балки с кассетами помеховых патронов, смонтированными на хвостовой балке вертолёта. В каждую кассету снаряжается по 32 помеховых патрона. Управление отстрелом патронов расположено в кабине оператора.
Устройство Л-166В1А или УМП-В1А предназначено для защиты вертолёта путём создания инфракрасных амплитудно-модулированных помех головкам самонаведения ракет. Излучатель устройства расположен сверху в месте стыка фюзеляжа и хвостовой балки. Пульт управления устройством находится на рабочем месте оператора.
Транспортное оборудование вертолёта

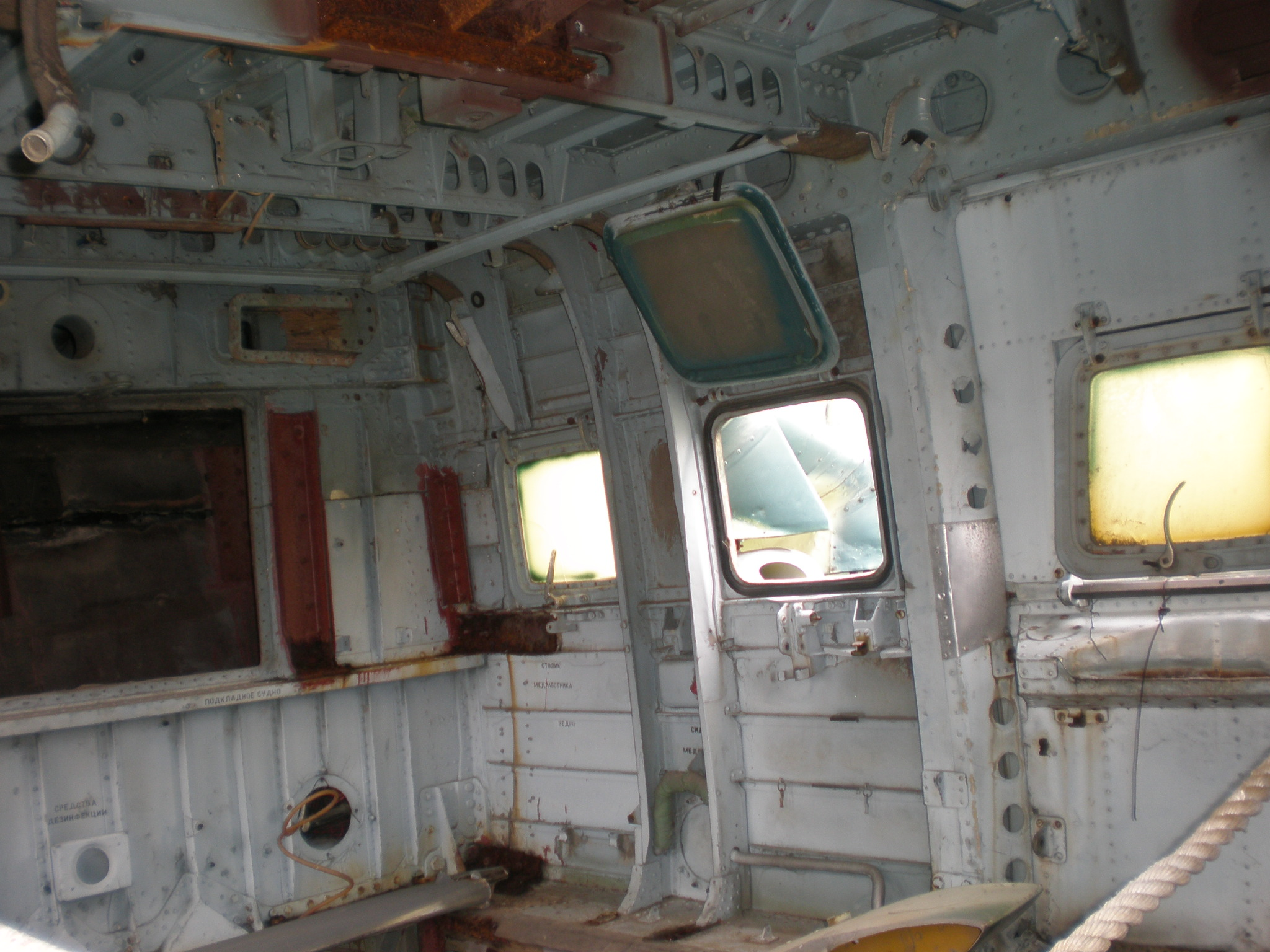
Внутри грузовой кабины Ми-24

В грузовой кабине установлено два четырёхместных откидных сидения для перевозки восьми человек, в том числе десанта с оружием или семи легкораненых и сопровождающего медработника. Десантники сидят спинами друг к другу и лицом к бортам вертолёта. Каждое место снабжено привязными ремнями.
В санитарном варианте в грузовой кабине устанавливаются двое стандартных носилок по правому борту в два яруса. Также монтируется стол, сиденье для медработника и двух легкораненых, контейнер с двумя кислородными баллонами и масками, два термоса, ведро для отходов и другое специальное и медицинское оборудование.
Также на вертолёте разрешено перевозить грузы общей массой до 1500 кг — оружие, боеприпасы и др. Все грузы должны быть в штатной таре и зашвартованы. На правом борту внутри грузовой кабины вертолёта имеется специальная разметка, облегчающая равномерное размещение грузов с учётом допустимых центровок. Для фиксации грузов предусмотрена швартовочная сетка и 12 швартовочных ремней разной длины. На полу грузовой кабины имеется 18 швартовочных колец.
За погрузку, размещение в грузовой кабине людей и грузов отвечает бортовой техник вертолёта. При его отсутствии за погрузку отвечает оператор.
Перевозка груза на внешней подвеске.
Вертолёт позволяет транспортировать с помощью штатного троса длиной 24 метра различные грузы на внешней подвеске. Грузоподъёмность внешней грузовой подвески — 800 кг. Конструктивно подвеска состоит из балочной фермы, которая крепится снизу центральной части фюзеляжа к трём кронштейнам, а также электромеханического замка ДГ-64, механизма уборки-выпуска замка в рабочее/походное положение (электромеханизм МПК-13А-5), комплекта грузовых канатов с крюком, грузовых стропов с вертлюгом и со скобами. Подцепкой груза к вертолёту занимается специально обученный оператор, при его отсутствии эти функции выполняет бортовой техник вертолёта.
При транспортировке груза на внешней подвеске ЗАПРЕЩАЕТСЯ кому-либо из наземной команды прикасаться к грузу или тросу до опускания груза на землю, во избежание поражения зарядом статического электричества, накапливающегося на вертолёте в полёте.

## Модификации

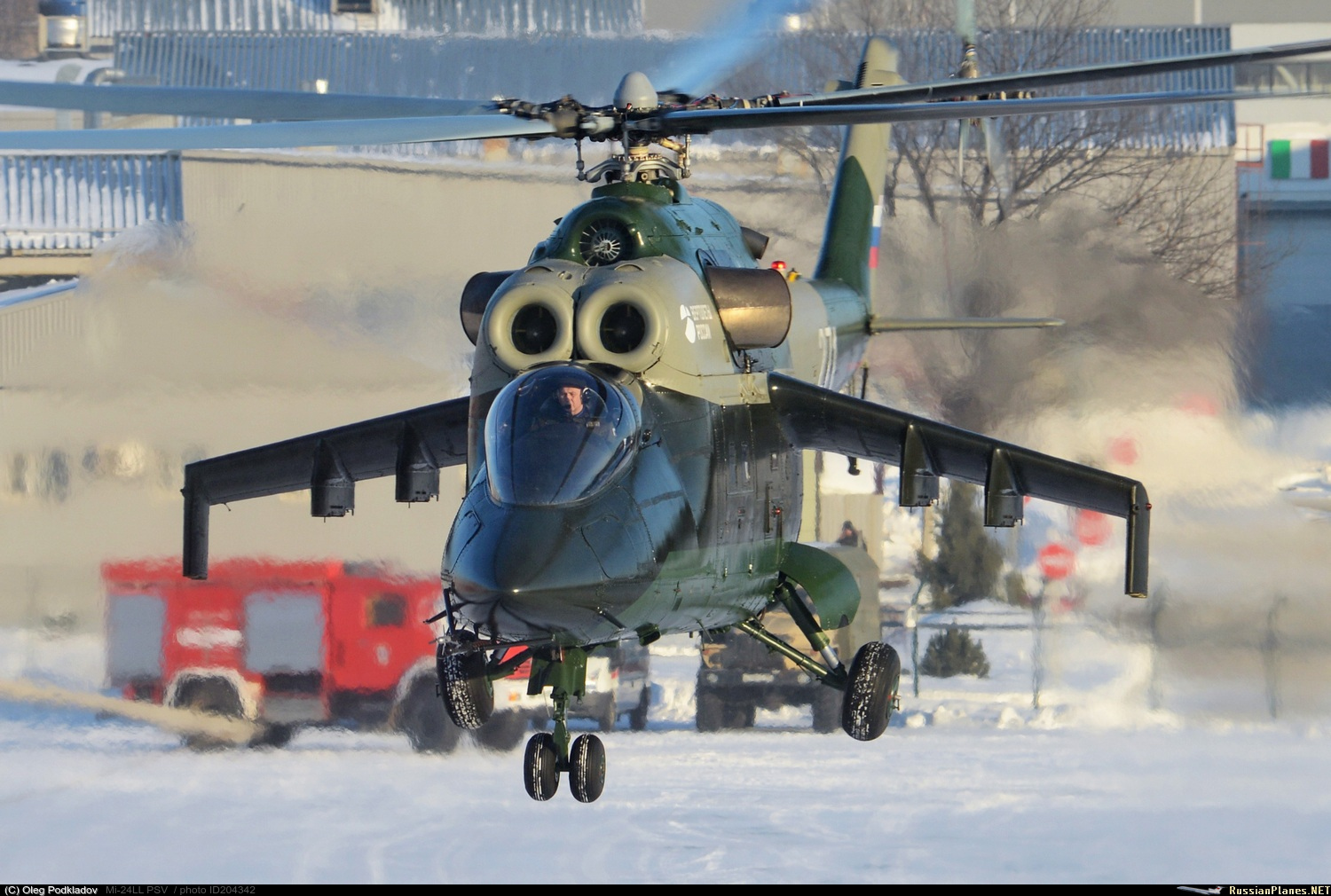

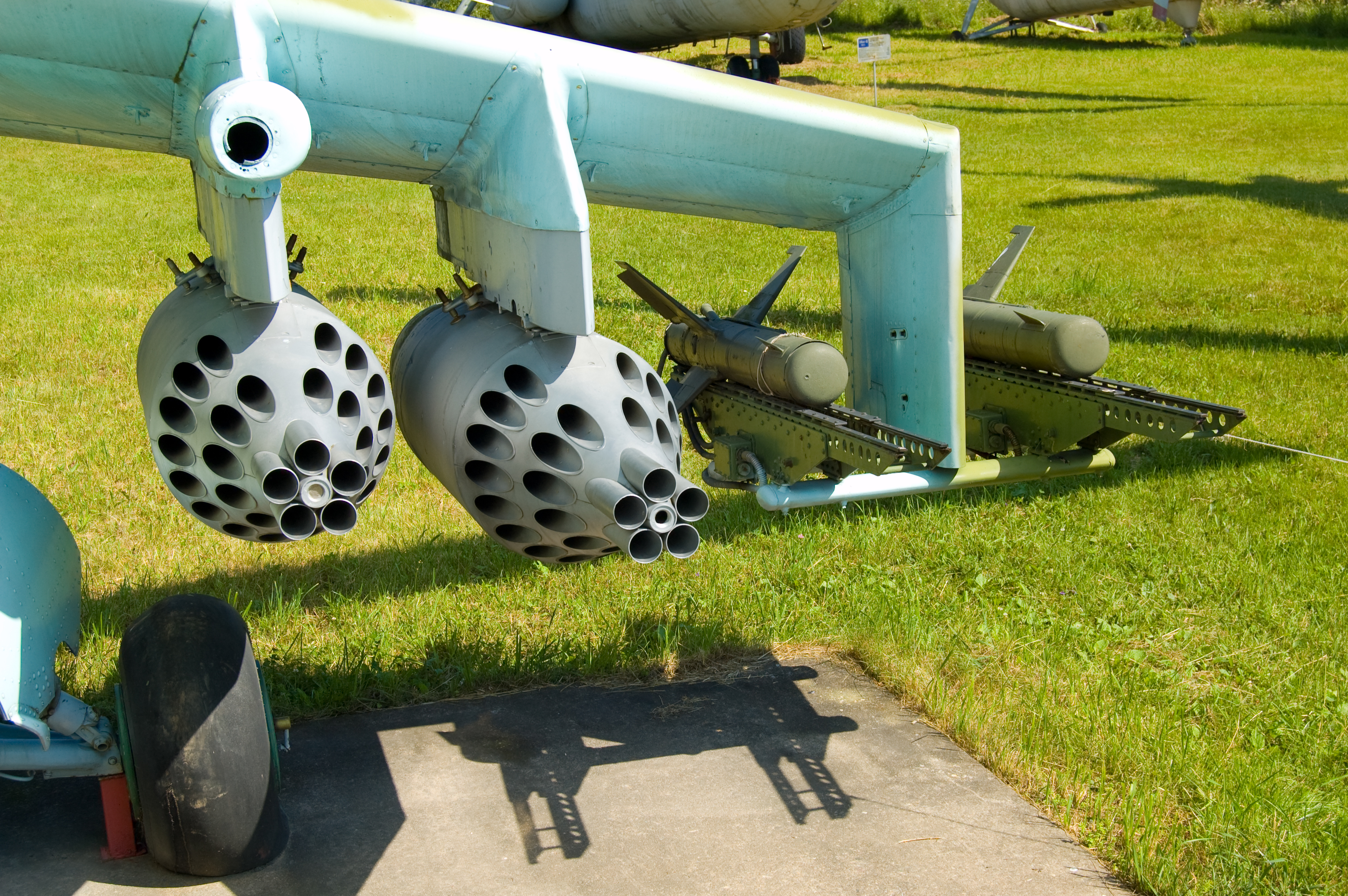
Вооружение Ми-24А

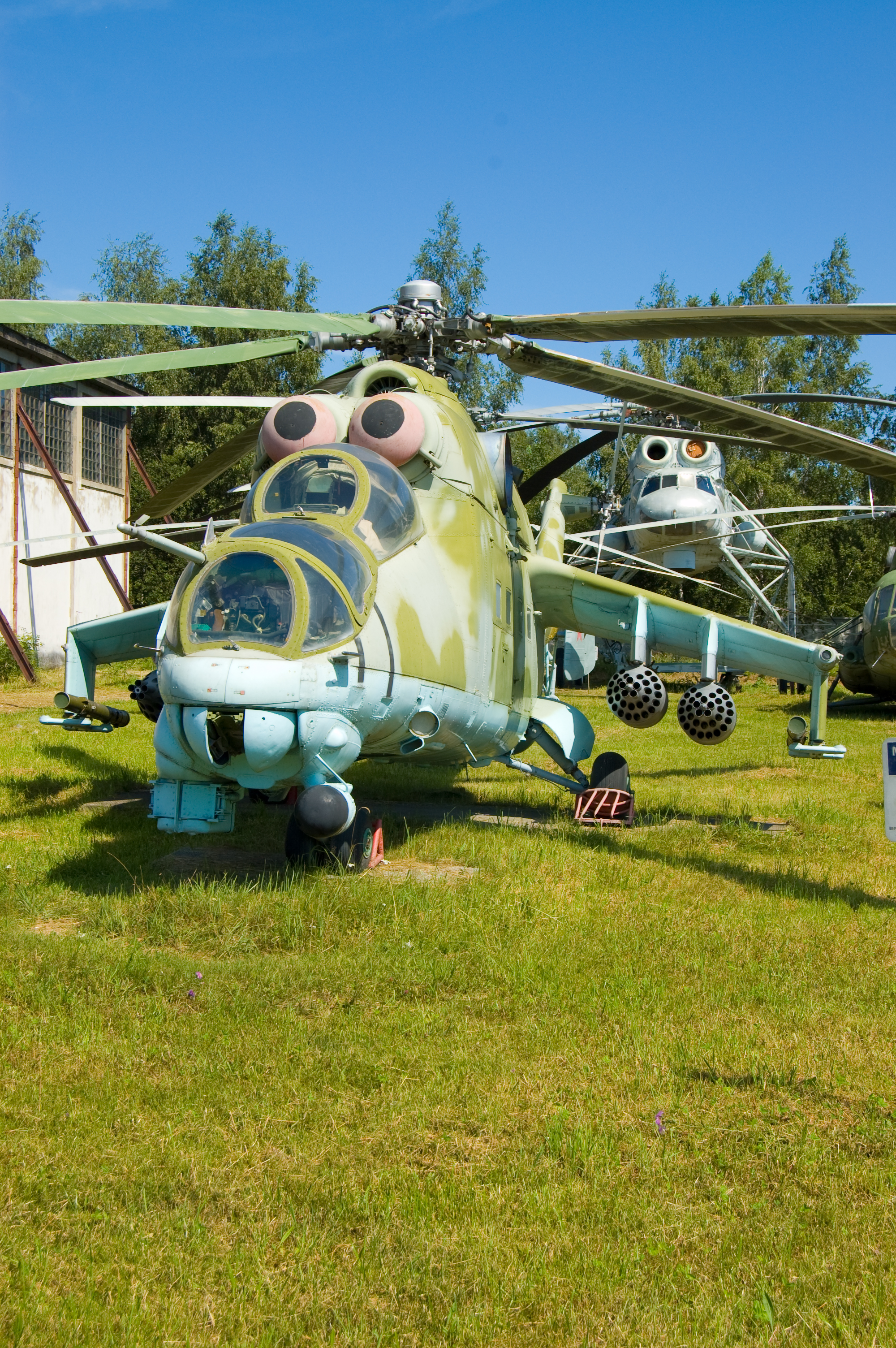
Ми-24В

| Название модели          | Краткие характеристики, отличия. |
| ------------------------ | --- |
| Ми-24                    | Опытные машины. Кабина «верандой», вооружение: в носу — подвижная пулемётная установка НУВ-1 с пулемётом А-12,7 (боекомплект — 900 патронов), блоки НАР УБ-32А с НУРС С-5 и 4 ПТУР 9М17 противотанкового комплекса «Фаланга-М». Рулевой винт располагался справа. |
| Ми-24А (изделие 245)     | Серийный вариант, по сравнению с опытными машинами удлинена кабина, изменено крепление ПТУР (на подкрыльевых пилонах). Выпускался в 1971—1973 годах. Построено около 250 штук. На первых представителях этой серии рулевой винт располагался с правой стороны. В поздних вариантах Ми-24А рулевой винт был перенесён на левую сторону и оставался там на всех последующих модификациях. |
| Ми-24Б (изделие 241)     | Ми-24А с подвижной пулемётной установкой УСПУ-24 с пулемётом ЯкБ-12,7. Серийно не строился из-за поступления на вооружение более современной модификации Д, использовался для отработки вооружения. Вертолёт прошёл испытания в 1971—1972 годах. |
| Ми-24БМТ (изделие 248)   | Минный тральщик на базе Ми-24А. Снято всё вооружение, броня и крыло. Установлено траловое устройство и дополнительный топливный бак. Построен в единственном экземпляре в 1974 году, больше не выпускался. |
| Ми-24В (изделие 242)     | Самый массовый вариант Ми-24, с подвижной пулемётной установкой УСПУ-24 с пулемётом ЯкБ-12,7. Вертолёт Ми-24В с 4 ПТУР 9М114 Штурм-В и с системой наведения Радуга-Ш принят на вооружение 29 марта 1976 года. В 1986 году принят на вооружение модернизированный вариант с 16 ПТУР Штурм-В. Прицел АСП-17В. Двигатели ТВ3-117В. В составе вооружения появились блоки Б8В20-А с НАР С-8, блоки Б13Л1 с НАР С-13 и АПУ-68УМ3 с тяжёлыми НАР С-24Б. Выпускался в 1976—1986 годах. Построено около 1000 вертолётов. |
| Ми-24ВК-1/2/1.2          | (Экспортный, для Индии, Сирии и АРЕ), для АА ВВС РФ — Ми-24ВП-М, Ми-24ВП-И, не только имеют намного превосходящую ОПС Ми-35М2, основную прицельную систему ГОЭС-342, но и ОЭПС-27 идентичный пассивный инфралокатор с РЛ-дальномером, стоявший на ранних Су-27, обнаруживающий в секторе ±30 по курсу малоразмерную, низкоизлучающую воздушную цель до 37 км, наземную, класса «холодный танк» — с 14 км. По планеру ростовские боевые вертолёты (как модернизируемые, так и новые) имеют неукороченное крыло с 4 (вместо двух) точками подвески, на двух из которых расположены Р-64В — адаптированные для вертолётов ракеты ближнего боя пятого поколения, способные сбить приближающийся на околозвуке истребитель на встречных курсах более чем за 20 км, а также 4 «Сосна-В» под АПУ-4 «Атака» (для сравнения — ПЗРК «Игла», которыми оснащаются Ми-24ВМ, захватывают приближающийся истребитель с 2500-3200 м, а гиперзвуковая ЗУР «Сосна» — до 14 км. Тем не менее, и «Игла-С» входит в состав вооружения Ми-24ВК и Ми-24ВП-М). |
| Ми-24ВК-2/ПК-2           | Модернизация Ми-24 на экспорт. Новое БРЭО, включающее обзорно-прицельную систему ОПС-24Н с гиростабилизированной оптико-электронной системой ГОЭС-342 и прицельно-вычислительный комплекс ПрВК-24. Также имеется навигационный комплекс КНЭИ-24. Стоит, однако, добавить, что Ми-24ВК/ПК (ростовская модификация) и Ми-24ВМ/ПМ (московская) имеют серьёзные различия по планёру и вооружению. |
| Ми-24ВМ                  | Модернизация Ми-24В/П/ВП. Неубираемое шасси, винты от Ми-28А (Х-образный рулевой винт), всепогодное БРЭО, станция активных ИК помех СОЭП Липа, подвижная установка У-23 с пушкой ГШ-23Л (как на Ми-24ВП), усовершенствованная аппаратура РК наведения для ПТУР «Атака» — Тор-24. Также Ми-24ВМ может нести ПТУР «Малютка», «Штурм» и «Фаланга-М». РВВ Р-60 и «Игла-В». На 2004 год планировалось завершить ГСИ. Поставляется в войска России с 2011 года. |
| Ми-24ВП (изделие 258)    | Ми-24В с пушкой ГШ-23Л (боекомплект 460 снарядов) в подвижной установке НППУ-23 новым БРЭО и вооружением. На позднесерийных вертолётах появились восьмипозиционные АПУ-4 (унифицированные с Ми-8МТ) для ПТУР Атака-В (таким образом общее количество ПТУР доведено до 12, с сохранением на внутренних подкрыльевых пилонах двух блоков Б8В20-А с 20 80-мм НАР С-8 разных модификаций в каждом блоке). При этом опциональное вооружение РВВ ближнего боя Р-60М становилось обязательным. АПУ-60-1В ввиду компактности ракет семейства Р-60 монтировались между внешним пилоном и законцовкой, либо, как и на АПУ-60-11, на которой вторая ракета расположена перпендикулярно, устанавливали АПУ-60-1 со внешней стороны, перпендикулярно законцовке. Таким образом на 1989 год Ми-24ВП был единственным вертолётом, способным к эффективной обороне от истребителей при помощи высокоманёвренных и помехозащищённых ракет с дальностью до 14 км. Для поражения дозвуковых и сильнозащищённых в/ц (вертолёты и штурмовики потенциальных противников) в комплекс ПТУР также была введена РВВ (ракета «воздух-воздух») 9М220О с дальностью в 8 км и неконтактным взрывателем. Для поражения лёгких и малоопасных воздушных целей — БПЛА и вертолёты-разведчики — под законцовочные АПУ для двух ПТУР «Атака» подвесили полуавтономный (но управляющийся лётчиком) 72-мм ПЗРК «Игла-С» с дальностью до 5200 м. Главной особенностью БРЭО Ми-24ВП является обновлённый ПнК вместе с новой аппаратурой радиокомандного наведения для ПТУР, нечувствительными к трассам НАР и ПТУР очками ночного видения для лётчика ОНВ-58В, новый ОЭПС (инфракрасный пассивный локатор целей) и ОПС «Радуга-УН». Выпускался с 1989 года. Выпущено не более 25-30 машин (в ряде источников указывается не соответствующая действительности цифра в 179 машин). |
| Ми-24ВП-М и Ми-24ВП-И    | Проект модернизации для вооружённых сил России, поставки для армейской авиации ВС РФ были запланированы с 2006 года, однако данные проекты модернизации строевых и поставки новых машин выполнены не были. |
| Ми-24В-МСБ               | Украинский ремоторизованный вариант Ми-24В, оснащённый двигателями ТВ3-117ВМА-СБМ1В производства ОАО «Мотор Сич», что позволило увеличить максимальную высоту полёта на 1500 м и повысить грузоподъёмность вертолёта на 1000 кг |
| Ми-24Д (изделие 246)     | С новым расположением кабин (тандемом). Кабины изолированы. Комплекс вооружения такой же, как на Ми-24Б. ПТУР 9М17ПВ Фаланга-ПВ. Выпускался в 1973—1977 годах. Изготовлено более 600 машин. |
| Ми-24ДУ (изделие 249)    | Учебный вариант Ми-24Д с изменениями, аналогичными Ми-24У. |
| Ми-24К (изделие 201)     | Разведчик-корректировщик, с системой наблюдения «Ирис», цифровым разведывательно-корректировочным комплексом «Рута» и аэрофотоаппаратом АФА-100 для перспективной съёмки в правом борту кабины. |
| Ми-24М (изделие 247)     | Противолодочный вариант. Разработка прекращена по личному указанию Миль, Михаил Леонтьевич. |
| Ми-24П (изделие 243)     | Ми-24 с пушкой ГШ-2-30К, размещённой на правом борту в неподвижной установке НПУ-30, боекомплект — 250 снарядов. Пулемёт демонтирован. Выпускался в 1981—1989 гг. |
| Ми-24ПН                  | Модификация для выполнения боевых задач в ночное время, телевизор/тепловизионная ночная прицельная подсистема наведения. Поставляется в войска России с 2003 года. 14 вертолётов переданы в 2004 году. |
| Ми-24ПС                  | Милицейский патрульно-спасательный вертолёт. Известно два варианта. Один — на базе Ми-24П и вооружён 30-мм неподвижной пушкой ГШ-30К. Оснащён системой спутниковой связи и комплексом связи, применяемым российским спецназом. Установлены поисковая фара ФПП-7, громкоговорители и гиростабилизированный оптический комплекс. Кроме того, в носовой части фюзеляжа установлен метеолокатор. В грузовой кабине может транспортироваться штурмовая группа из шести человек. Для облегчения десантирования на фюзеляже вертолёта установлены поручни, захваты и зацепы (одновременно по канатам могут опускаться на землю четыре человека), а также бортовая лебёдка ЛПГ-4. Второй Ми-24ПС не оснащён метеолокатором и пулемётно-пушечным вооружением. Крыло меньшего размаха, под которым на пилонах крепятся два подвесных топливных бака. В носовой части фюзеляжа машины в подвижном шарообразном контейнере установлен тепловизор, служащий для поиска объектов ночью. Имеются мощные громкоговорители. |
| Ми-24ПУ1                 | Украинская модернизация Ми-24П. Установлены: модернизированные двигатели ТВ3-117ВМА-СБМ1В-02, станция оптико-электронного противодействия «Адрос» КТ-01АВ, система сбора и регистрации полётной информации БУР-4-1-07, модернизированный авиационный стрелковый прицел АСП-17ВПМ-В, лазерная система формирования прицельной марки ФПМ-01кв, спутниковая навигационная система GPS МАР-695, ультракоротковолновая радиостанция КY-196В, аварийный радиомаяк ЕВС-406AFHM, а также радиолокационный ответчик GТХ-327 с датчиком высоты АК-350. Принят на вооружение ВС Украины в 2012 году. Было построено три опытных экземпляра, которые в октябре 2016 года были переданы в войска. |
| Ми-24Р (изделие 2462)    | Вертолёт РХБ-разведки с подвижной пулемётной установкой УСПУ-24 с пулемётом ЯкБ-12,7, с повышенной системой жизнеобеспечения. Пусковые установки на пилонах ПТУР демонтированы, на их место установлены экскаваторы забора грунта (по 3 ковша). На первом держателе штатно установлен подвесной контейнер с дополнительной аппаратурой, на хвостовой балке установлено пусковое устройство для ракет СХТ. В состав экипажа введены два химика-разведчика. Принимал участие в ликвидации аварии на ЧАЭС (Оценка уровня заражения местности). Построено 160 машин. |
| Ми-24РА                  | Вертолёт РХБ-разведки на базе Ми-24Р. Более совершённое оборудование, экипаж сокращён на одного химика-разведчика. |
| Ми-24У (изделие 244)     | Учебная модификация. От боевого отличается отсутствием носового пулемёта, вместо которого в передней кабине лётчика-инструктора были установлены полноценное пилотажно-навигационное оборудование и стандартные рычаги управления. |
| Ми-24ХР                  | Вертолёты Ми-24ХР(Р) предназначены для ведения оперативной радиохимической разведки заражённых районов, для обозначения их границ на местности и на картах. Разведка проводится, в основном, в интересах сухопутных войск. Вертолёты этого типа в количестве 1-2 машин входят в состав вертолётных полков, либо отдельных смешанных авиаполков и эскадрилий, которые во времена СССР придавались воздушным и сухопутным армиям. |
| Ми-24ЛЛ (ПСВ)            | Летающая лаборатория на базе Ми-24К с двигателями ВК-2500-1, новыми лопастями несущего винта, убирающимся шасси, но без крыла. Модификация создана в рамках работы над перспективным скоростным вертолётом Ми-ПСВ. В 2016 году на ней достигнута рекордная (для вертолётов классической схемы, то есть без пропульсивного движителя) скорость 405 км/ч. |
| Ми-24 Super Hind         | Глубокая модернизация Ми-24, проведённая южноафриканской фирмой ATE. Установлены новые средства связи стандарта НАТО, заменена навигационная аппаратура, система управления вооружением, переработан несущий винт, изменена центровка. |
| Ми-24 Super Hind Mk. II  | |
| Ми-24 Super Hind Mk. III | Модификация Ми-24В, проведённая южноафриканской фирмой ATE и украинским государственным предприятием «Конотопский авиаремонтный завод «Авиакон»» для ВВС Алжира в 1999—2004 годах. Для ВВС Алжира было модифицировано 33 бывших украинских вертолёта. |
| Ми-24 Super Hind Mk. IV  | Модификация Ми-24Р, проведённая южноафриканской фирмой ATE и украинскими государственными предприятиями «Конотопский авиаремонтный завод «Авиакон»» и «Государственное Киевское конструкторское бюро «Луч»» для ВВС Азербайджана в 2010—2011 годах. Вооружена ракетами «Барьер-В», в 2010 году принята на вооружение Азербайджана под обозначением Ми-24G. Для ВВС Азербайджана было модифицировано 12 вертолётов. |
| Ми-24 Super Hind Mk. V   | |
| Ми-25                    | Экспортный вариант Ми-24Д. Отличается несколько изменённым составом оборудования. |
| Ми-35                    | Экспортный вариант Ми-24В. |
| Ми-35ВН/ПН               | Экспортный вариант Ми-24ВК-2/ПК-2. |
| Ми-35М                   | Экспортный вариант Ми-24ВМ (Венесуэле под данной модификацией поставлялись Ми-24ПК2). Шасси неубирающееся. |
| Ми-35П                   | Экспортный вариант Ми-24П |
| Ми-35ПМ                  | Версия Ми-35П с новым несущим и Х-образным рулевым винтом с лопастями из композиционных материалов. |
| Ми-24П-2М Ми-24П-1М      | Создан по теме «Феникс», на основе нереализованного проекта Ми-24ВП-М, впервые представлен в 2017г, на МАКС 2019 были представлены уже серийные машины. Производство с начала 2019 г. Отличается от Ми-35М прежде всего полноразмерным или удлинённым крылом и убирающимся шасси. Новая ОЭПС с поличастотным лазерным командным каналом позволяет штатно применять ПТРК «Вихрь-1», РВЗ «Гермес-А», РВВ «Сосна» на основе ЗУР 9М340 и 9М337 увеличенной дальности. Антенны радиокомандного канала в обтекателе демонтированы из-за малой устойчивости к помехам, однако, имеются интегрированные в планер антенны нового поколения радионаведения. Также в состав вооружения Ми-24П-2М/П-1М входит многофункциональный комплекс «Атака», РВВ Р-60М4 (возможно применение белорусской модификации), блоки НАР/УР С-8, С-13, УПК-23. Вертолёты имеют усиленное бронирование, усовершенствованную СУ, новейшие КОЭП и комплексы РЭБ. Основное отличие Ми-24П-1М — курсовая ГШ-30К, как на всех модификациях Ми-24П. Помимо этого, на Ми-24П-2М в качестве основного средства обнаружения используется ОЛС, а на Ми-24П-1М — впервые — АФАР. |
| Ми-35П-2М Ми-35П-1М      | Экспортные версии новейших Ми-24П-2М/П-1М. |

## Дополнительное вооружение
Специально для Ми-24 в конце 1970-х годов были разработаны вертолётные гондолы ГУВ-1 (включает автоматический гранатомёт АГС-17 «Пламя») и ГУВ-8700 (один четырёхствольный пулемёт Якб-12.7 и два четырёхствольных ГШГ-7,62).
Также Ми-24 может нести два пушечных контейнера УПК-23-250 с пушкой ГШ-23Л и боекомплектом 250 снарядов.
Некоторые Ми-24П в конце 1980-х годов получили по 2 ракеты воздух-воздух Р-60/Р-60М для самообороны от истребителей противника и для борьбы со вражескими вертолётами. АПУ с ракетами устанавливались на внутренних держателях.

## Характеристики
Габариты
- Диаметр несущего винта: 17,3 м
- Диаметр рулевого винта: 3,908 м
- Высота со вращ. винтами: 5,47 м

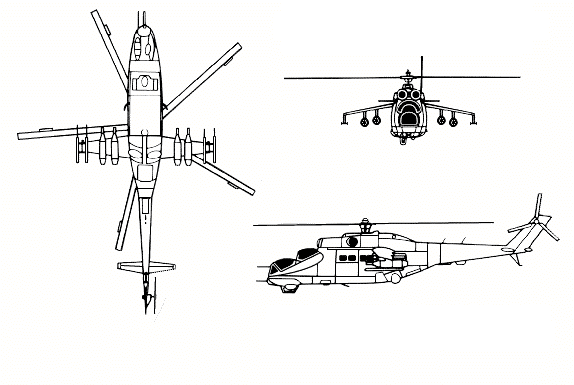
Ми-24 в трёх проекциях

- Длина фюзеляжа: 17,51 (17,23 на Ми-24ВМ) м
- Ширина фюзеляжа: 1,7 м
- Высота фюзеляжа: 3,9 м
- Размах крыла: 6,4 м

Основные массы
- Пустой: 8650 кг
- Нормальная взлётная: 11 200 кг
- Максимальная взлётная 11 500 кг
- Максимальная грузоподъёмность на внешней подвеске: 2400 кг
- Максимальная масса груза в грузовой кабине: 1500 кг
- Внутренний запас топлива: 2100 л.
- Запас топлива в ПТБ: до 4000 л.

Силовая установка
- Количество, тип, марка: 2 двигателя ТВ3-117В (ТВ3-117ВМА, ВК-2500)
- Мощность: 2 х 2500 л. с.

Лётно-технические характеристики
- Экипаж: 2-3 чел.
- Пассажиров: до 8 десантников, или 2 тяжелораненых на носилках и 2 легкораненых и медработник.
- Крейсерская скорость: 250 км/ч
- Максимальная скорость в горизонтальном полёте: 345 км/ч[29] — до 407 км/ч[источник не указан 1747 дней][30]
- Дальность полёта практическая: 450 км
- Дальность полёта перегоночная: 1000 км
- Средний расход топлива: 780 л/час
- Статический потолок: 1400 м
- Динамический потолок: 4950 м
- Максимальная эксплуатационная перегрузка: −1,3/+3
- Допустимый угол крена: 50 град.
- Допустимый угол тангажа: 30 град.

Вооружение
- Встроенное стрелково-пушечное: ГШ-23-2, ГШ-30К, ЯкБ-12,7
- Число точек подвески: 6 (4)
- Подвесное стрелково-пушечное: 2 контейнера УПК-23-250 или 2 ГУВ с пулемётами или 2 (4) ГУВ с гранатомётами
- Управляемое ракетное: Штурм-В, Атака-М
- Неуправляемое ракетное: С-5, С-8, С-13, С-24
- «Воздух-воздух»: Р-60М, Р-63В, «Игла-В», 9М220О «Атака»
- Бомбовое: бомбы и кассеты калибром от 50 до 500 кг.

## На вооружении

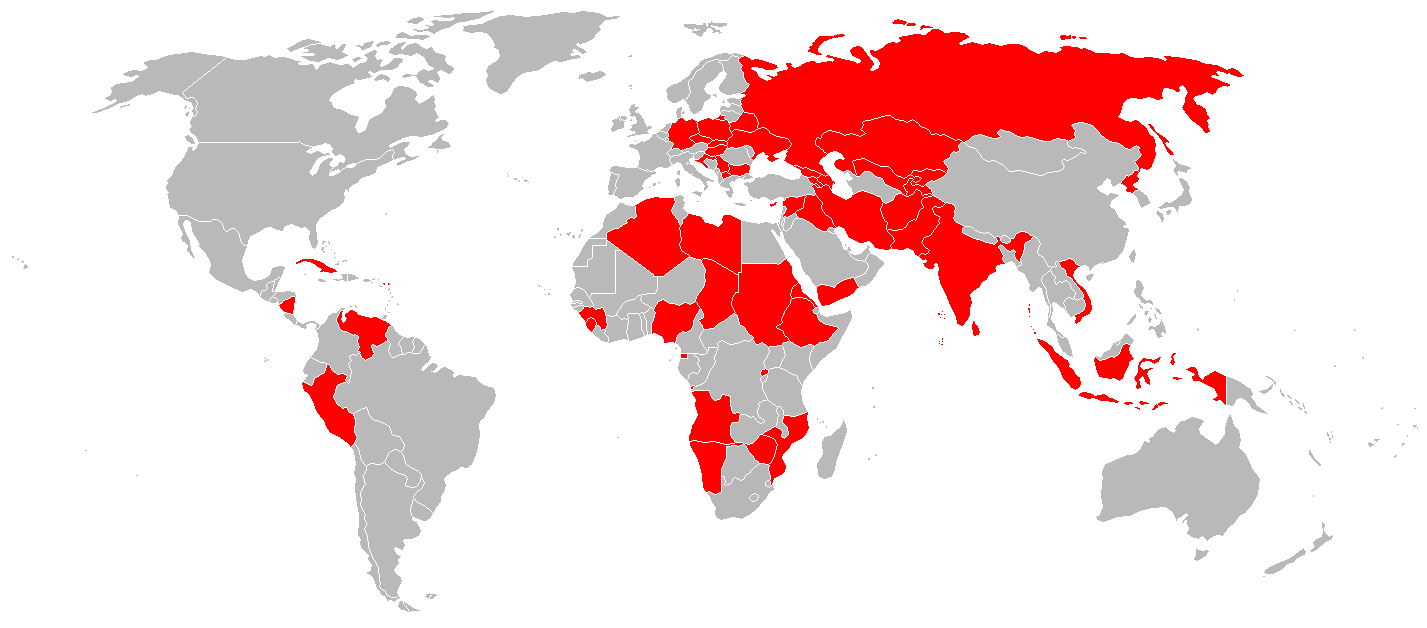
Страны, в которых модификации Ми-24 состоят на вооружении

### Состоит на вооружении
- Азербайджан — 20 Ми-24 и 24 Ми-35М, по состоянию на 2023 год.[31]
- Алжир — 30 Ми-24 модернизированных южноафриканской компанией ATE, по состоянию на 2023 год[32]
- Армения — 7 Ми-24П, 2 Ми-24К и 2 Ми-24Р, по состоянию на 2023 год.[33]
- Афганистан — 4 Ми-35, по состоянию на 2023 год[34]
- Ангола — 34 Ми-24 и 22 Ми-35, по состоянию на 2023 год.[35]
- Беларусь — 12 Ми-24, по состоянию на 2023 год.[36]
- Болгария— 6 Ми-24В (ещё 6 Ми-24Д на хранении) по состоянию на 2024 год[37].
- Буркина-Фасо — 2 Ми-35, по состоянию на 2023 год.[38]
- Бурунди — 2 Ми-24, по состоянию на 2023 год[39]
- Венесуэла — 9 Ми-35М2, по состоянию на 2023 год[40]
- Венгрия — 6 Ми-24В и 2 Ми-24П, по состоянию на 2024 год[41]
- Гвинея — 4 Ми-24, по состоянию на 2023 год[42]
- Грузия — 6 Ми-24В, по состоянию на 2023 год[43][44]
- Демократическая Республика Конго — 4 Ми-24 и 3 Ми-24В, по состоянию на 2023 год[45]
- Египет — около 13 Ми-24В, по состоянию на 2022 год[46]
- Зимбабве — 4 Ми-35 и 2 Ми-35П, по состоянию на 2023 год[47]
- Индия — 17 Ми25/Ми-35, по состоянию на 2023 год[48]. В ВВС Индии Ми-35 имеет обозначение Attack Helicopter Mi-35 Akbar.
- Индонезия — 6 Ми-35П, по состоянию на 2023 год[49]
- Ирак — 20 Ми-35М, по состоянию на 2023 год[50]
- Казахстан — 20 Ми-24В и 12 Ми-35М, по состоянию на 2023 год[51]
- Кипр — 4 Ми-35П, выставлены на продажу по состоянию на 2024 год[52]
- Кыргызстан — 2 Ми-24, по состоянию на 2023 год[53]
- Кот-д’Ивуар — 3 Ми-24В, по состоянию на 2023 год[54]
- Ливия — более 3 Ми-24, по состоянию на 2016 год[55]
- Мали — 3 Ми-24П, 2 Ми-24Д и 4 Ми-35М по состоянию на 2023 год[56]
- Мозамбик — 2 Ми-25, по состоянию на 2023 год[54]
- Мьянма — 12 Ми-35П, по состоянию на 2023 год[57]
- Намибия — 2 Ми-25, по состоянию на 2023 год[58]
- Нигерия — 2 Ми-24П, 4 Ми-24В, 3 Ми-35, 2 Ми-35П и 5 Ми-35М по состоянию на 2023 год[59]
- Пакистан — 4 Ми-35М (ещё 1 Ми-24 на хранении), по состоянию на 2023 год[60]
- Перу — 16 Ми-25 (с сомнительной боеспособностью) и 2 Ми-35П, по состоянию на 2023 год[61]
- Россия
  - ВКС России — около 96 Ми-24Д/В/П, по состоянию на 2024 год[62]
  - Авиация ВМФ России — 8 Ми-24П, по состоянию на 2024 год[63]
- Руанда — 2 Ми-24 и 3 Ми-24П, по состоянию на 2023 год[64]
- Сирия — 20 Ми-24Д и 4 Ми-24П, по состоянию на 2023 год[65]
- Сенегал — 2 ми-24В и 2 Ми-35П, по состоянию на 2023 год[66]
- Сербия — 2 Ми-24В (с сомнительной боеспособностью) и 4 Ми-35М по состоянию на 2024 год[67]
- Судан — 25 Ми-24, 7 Ми-24В и 2 Ми-35П, по состоянию на 2023 год[68][69]
- Таджикистан — 4 Ми-24, по состоянию на 2023 год[33]
- Туркменистан — 10 Ми-24П, по состоянию на 2023 год[70]
- Уганда — 7 Ми-24В/П, по состоянию на 2023 год[71]
- Узбекистан — 29 Ми-24 и 12 Ми-35М, по состоянию на 2023 год[72]
- Украина — 45 Ми-24/Ми-35 по состоянию на 2024 год[73]
- Чад — 5 Ми-24В, по состоянию на 2023 год[74]
- Чехия — 10 Ми-35 по состоянию на 2024 год[75]
- Шри-Ланка — 6 Ми-24П, 3 Ми-24В и 2 Ми-35В, по состоянию на 2023 год[76]
- Экваториальная Гвинея — 5 Ми-24П/В, по состоянию на 2023 год[77]
- Эфиопия — 15 Ми-24 и 3 Ми-35П, по состоянию на 2023 год[78]
- Южный Судан — 2 Ми-24В и 3 Ми-24В-СМБ, по состоянию на 2023 год[79]

Учебные пособия:
- США — после распада Варшавского блока США получили из Германии от 3 до 6 вертолётов, которые используются для подготовки стрелков-зенитчиков, а также во время войсковых учений для имитации вероятного противника

### Состоял на вооружении
- Бразилия — 12 Ми-35М состояли на вооружении на 2016 год[80], сняты с вооружения в 2022 году из-за отсутствия обслуживания со стороны поставщика[81]
- Вьетнам — 26 Ми-24, по состоянию на 2016 год[76][82];
- Джибути — 2 Ми-35 на хранении, по состоянию на 2023 год[83]
- ГДР
- Ирак — Ми-24А, Ми-24Д, Ми-24В, Ми-25　Всего было импортировано 40 вертолётов.
- Йемен — неизвестное количество Ми-35, по состоянию на 2016 год[84][85];
- Камбоджа
- КНДР — 20 Ми-24, по состоянию на 2012 год[86][87];
- Куба — 4 Ми-35 в небоеспособном состоянии и около 8 Ми-35 на хранении, по состоянию на 2016 год[88][89];
- Ливан — 6 Ми-24, по состоянию на 2012 год[90];
- Монголия — 11 Ми-24В, по состоянию на 2012 год[91][92];
- Никарагуа — в октябре 1984 года болгарский транспорт «Христо Ботев» выгрузил в никарагуанском порту Эль Блуфф первые 4 Ми-25. Всего в Никарагуа было поставлено 18 вертолётов, которые сразу же включились в боевые действия против контрас, в ходе которых было потеряно как минимум два Ми-25[93];
- Польша — 16 Ми-24Д/В по состоянию на 2024 год[94]. Сняты с вооружения и переданы Украине в рамках военной помощи[95].
- Республика Конго — 2 Ми-35П на хранении, по состоянию на 2021 год[96]
- Северная Македония — 2 Ми-24В (ещё 2 Ми-24К и 6 Ми-24В на хранении) по состоянию на 2024 год[97]
- Словакия — 5 Ми-24Д и 10 Ми-24В на хранении по состоянию на 2024 год[98]
- СССР — состоял на вооружении вплоть до распада страны в 1991 году;
- Сьерра-Леоне — 3 Ми-24, по состоянию на 2012 год[99];
- Чехословакия — Вооружённые силы получили первые Ми-24 в августе 1978. Всего в певрой партии было получено 38 Ми-24Д и 2 учебно-тренировочных Ми-24ДУ, которые поступили на вооружение 51-го вертолётного полка. Вторая партия состояла из 30 Ми-24В, поступивших в 11-й вертолётный полк[100];
- ФРГ
- Хорватия — в мае-июне 1992 года на вооружении Хорватии, несмотря на эмбарго, появилось 11 ударных вертолётов Ми-24Д и Ми-24В. Источник происхождения вертолётов неизвестен, но предполагается, что приобретены у ФРГ или у Украины. С вертолётов было снято вооружение, и из них была сформирована 1-я эскадрилья боевых вертолётов и они использовались для транспортных перевозок. Уже в 1993 году вертолёты вновь получили вооружение: пулемёты ЯкБ-12,7, НАР и ПТУР «Спираль». Один невооружённый Ми-24Д был переоборудован в спасательный, на нём установили лебёдку. Ещё один вертолёт был переоборудован в противолодочный, он получил возможность нести на подкрыльевых пилонах четыре торпеды Мк.44. И один Ми-24 был оснащён ИК системой обзора передней полусферы и использовался в качестве разведчика. Ми-24 ВВС Хорватии принимали участие в боевых действиях против сербов, в ходе которых был потерян как минимум один вертолёт. В 2004 году 29-я эскадрилья, в которой на тот момент находились все выжившие Ми-24, была расформирована, а Ми-24В были поставлены на хранение[101].
- Эритрея — 10 Ми-24Д и 5 Ми-35П, по состоянию на 2012 год[102];

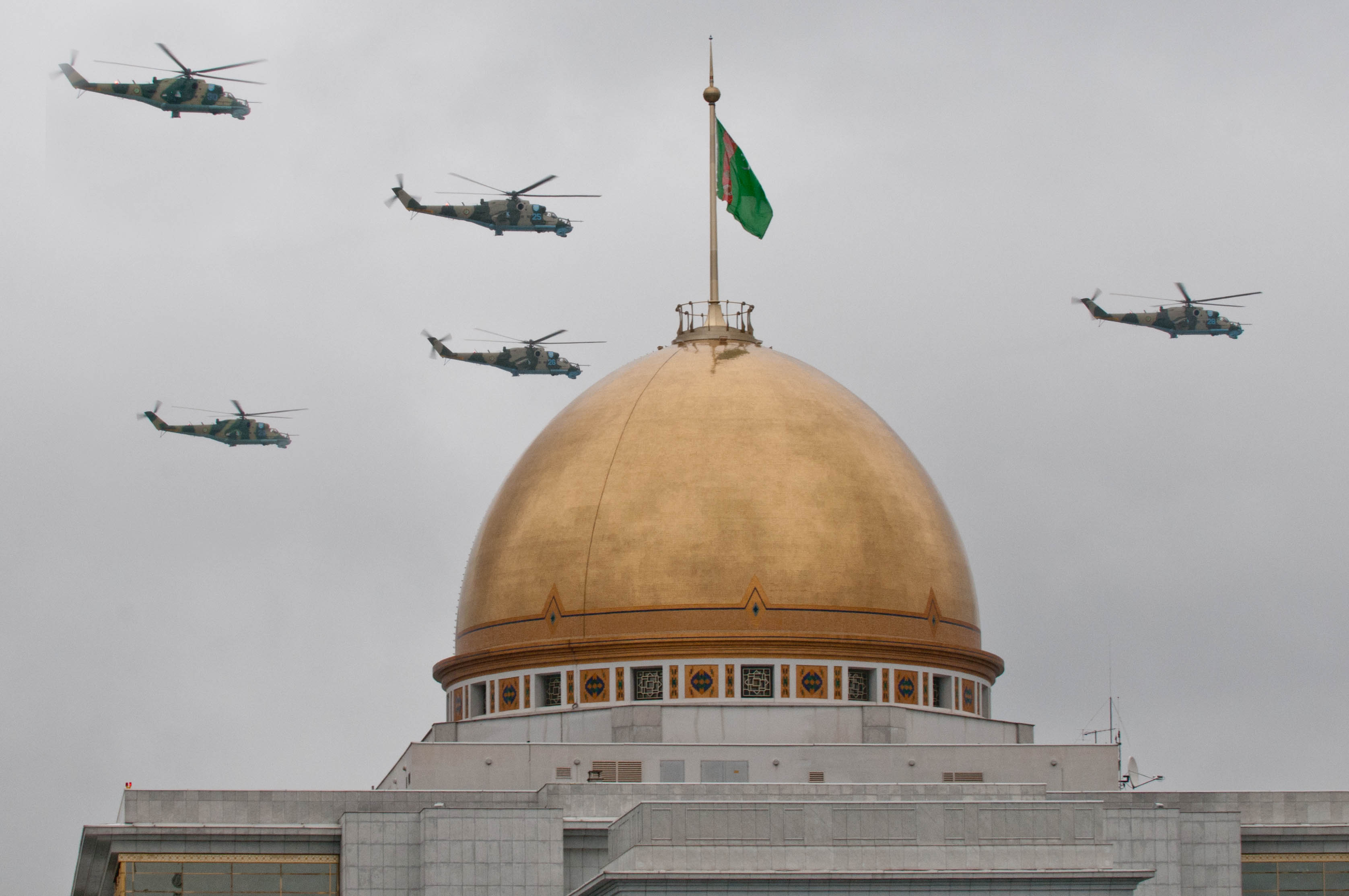
Ми-24 на параде в Туркмении
МИ-24 ВВС Армении, аэродром "Эребуни"
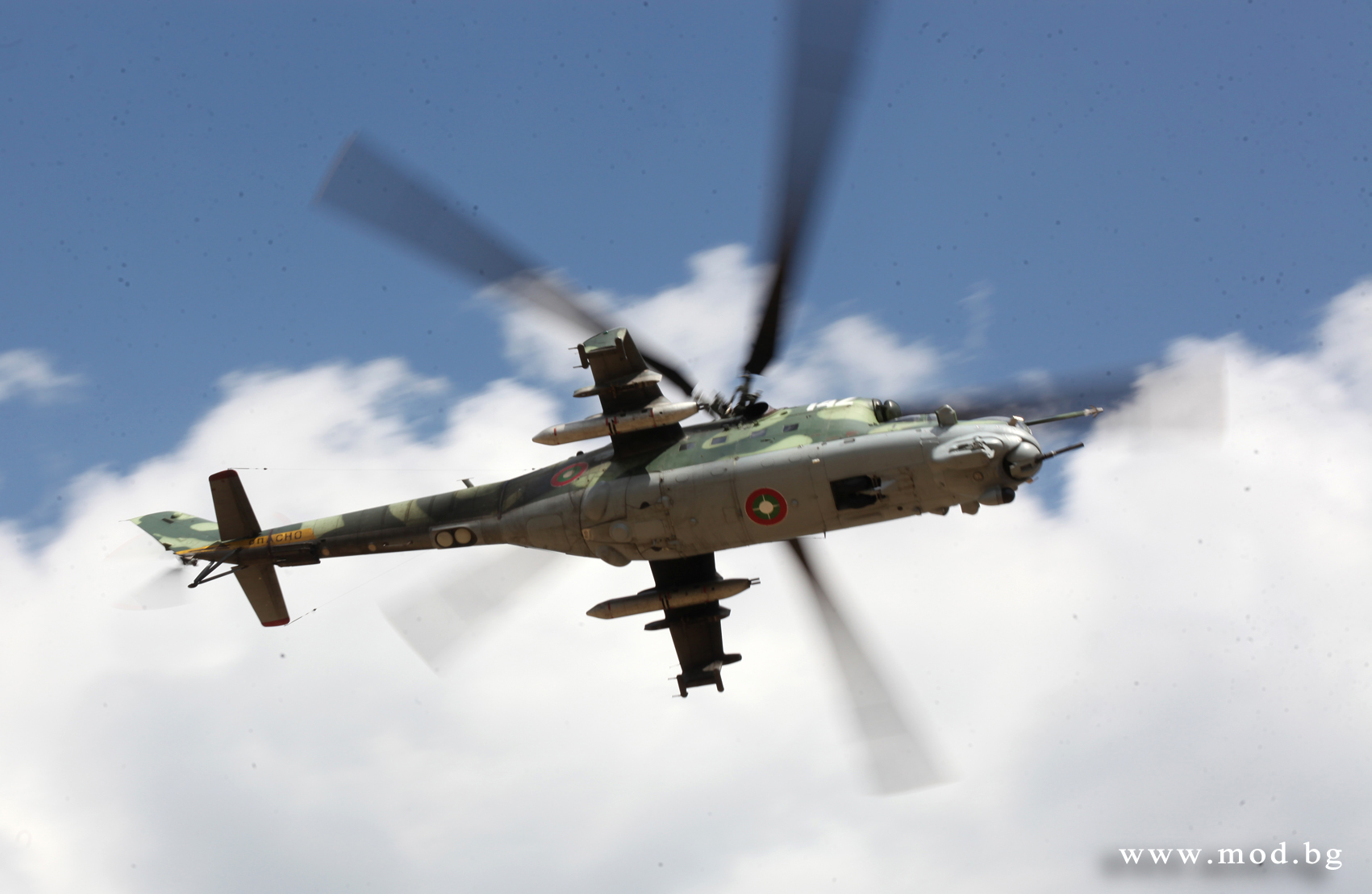
Военно-воздушные силы Болгарии
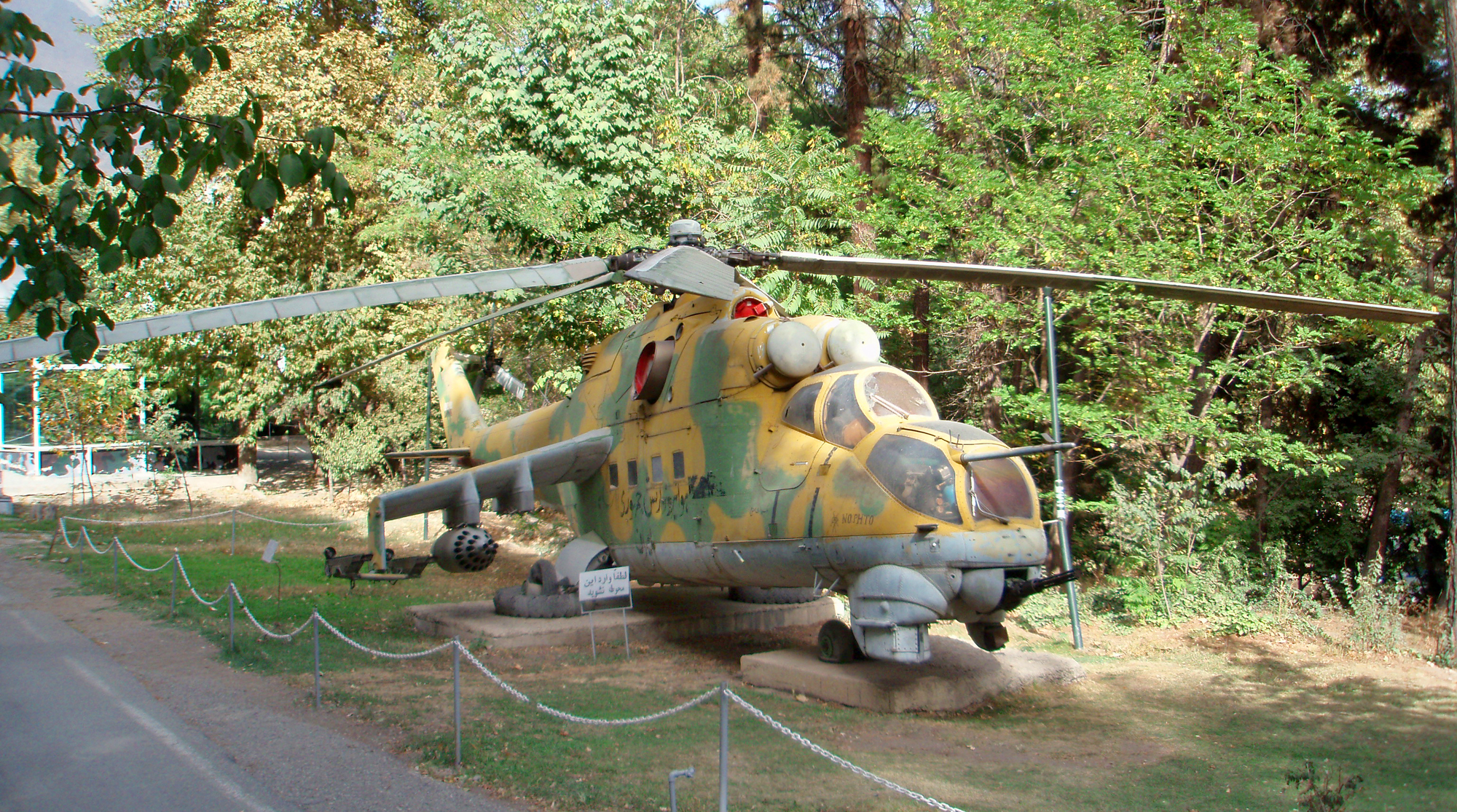
Иракский вертолёт Ми-24, захваченный во время ирано-иракской войны и выставленный в качестве трофея в Военном музее в Тегеране
Ми-24 на эмблеме Южного оперативного командования ВСУ. 2000-е годы
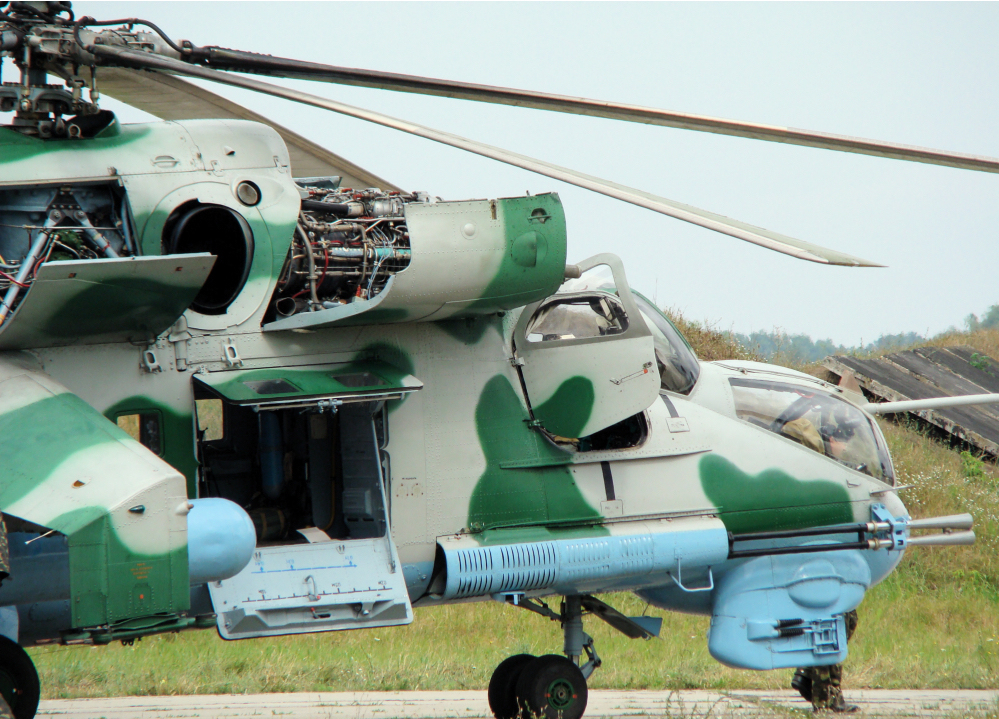
Кабина украинского Ми-24
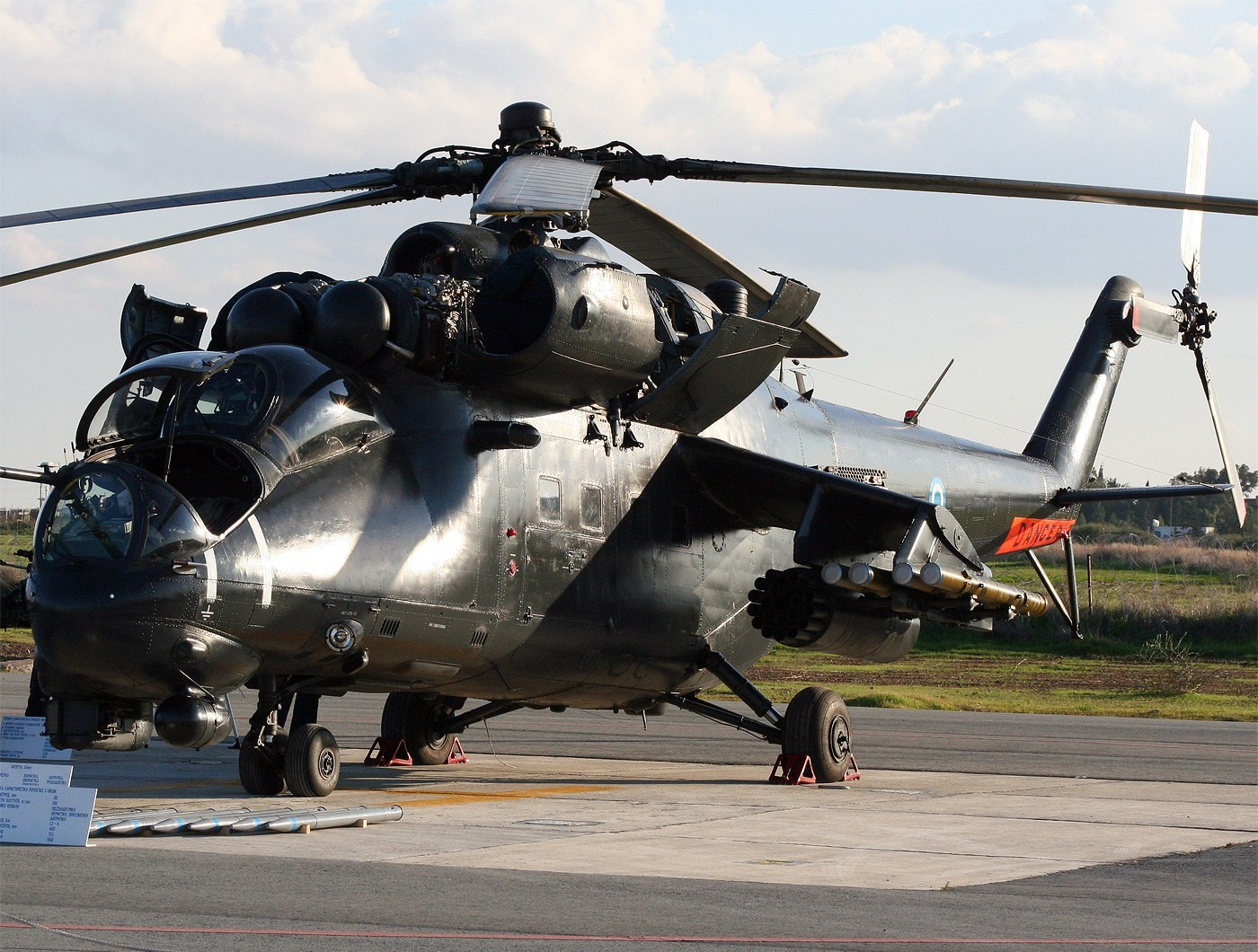
Кипрский Ми-35П
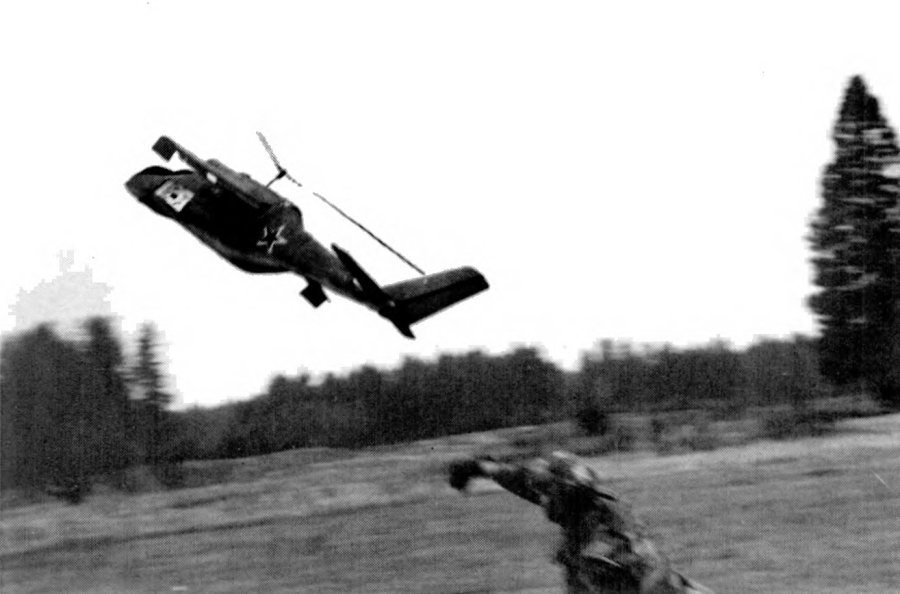
«Хинд-Д», уменьшенная в девять раз американская копия Ми-24, используемая в качестве воздушной мишени
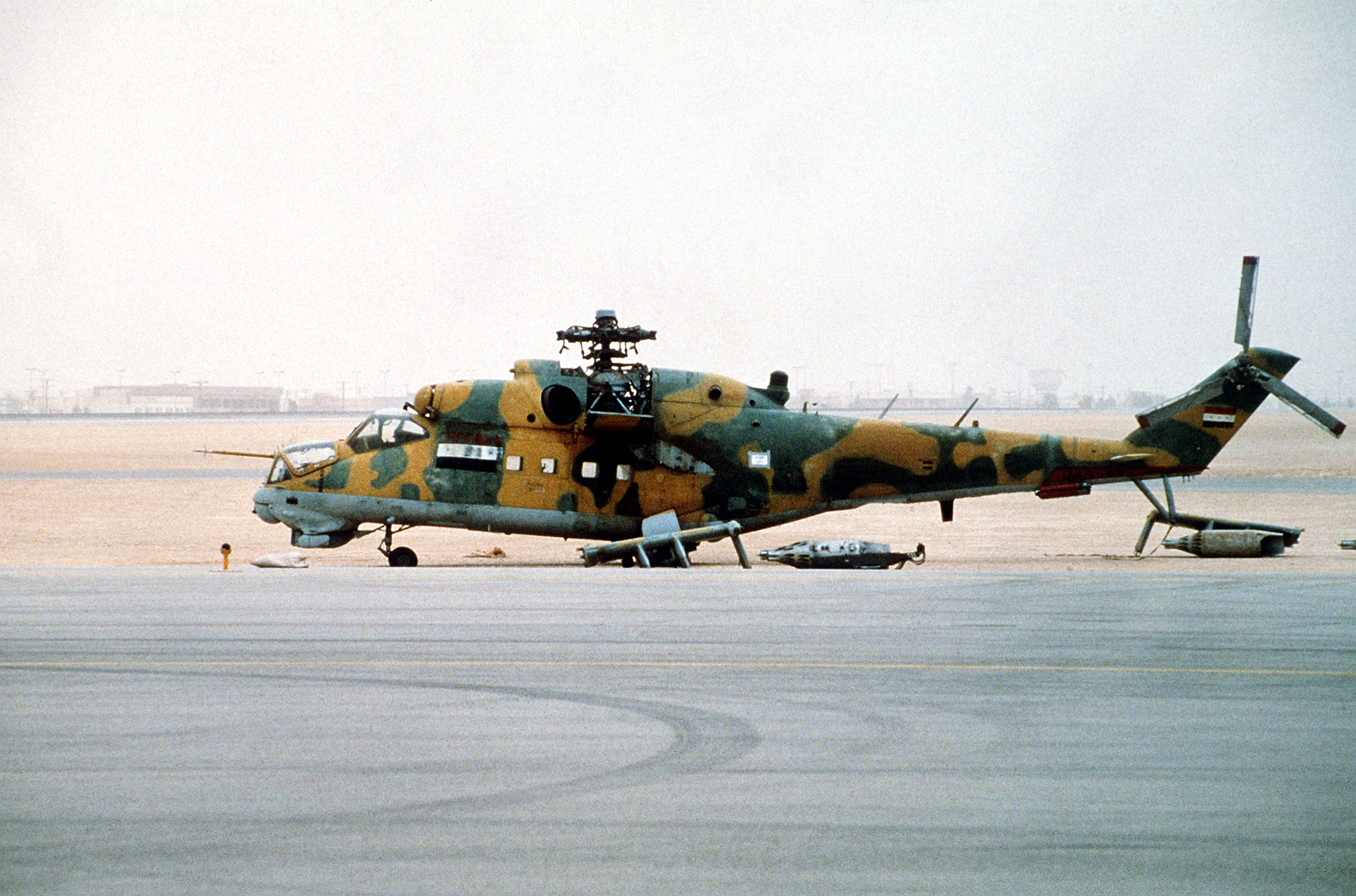
Иракский Ми-24, захваченный армией США в ходе войны 1991 года

## Развёрнуты
- В сентябре 2015 года 12 Ми-24П ВКС России развёрнуты в Сирии на АБ «Хмеймим» (провинция Латакия)[55]
- В октябре 2015 года 4 Ми-24П ВС России развёрнуты в Таджикистане[76][103]
- 7 Ми-24 ВС России развёрнуты в Приднестровье[76][когда?]
- Неизвестное количество базируется на авиабазе Эребуни, Армения

## Боевое применение
Все серийные вертолёты применялись для решения задач общевойскового характера — высадки десанта, огневой поддержки, уничтожения живой силы, бронетехники и огневых точек, перевозки грузов, эвакуации раненых — более чем в 30 войнах и военных конфликтах мира.
В советское время Ми-24 часто выполняли перехваты нарушителей границы СССР. Известно по крайней мере о 5 самолётах-нарушителях, принуждённых к посадке. В одном из случаев пилот нарушителя не реагировал на сигналы, но после предупредительного огня последовал за вертолётом. При заходе на посадку нарушитель попытался «сбежать», но экипаж Ми-24 занял место выше и «прижал» самолёт к полосе. Лётчик и самолёт арестованы. В 1983 году советский Ми-24, выполнявший разведывательный вылет вдоль границы ГДР и ФРГ, начал преследование американского вертолёта AH-1, также выполнявшего разведывательный полёт, в ходе которого, из-за резкого манёвра, потерпел катастрофу.
12 сентября 1995 года три газовых аэростата, принимавших участие в гонке на Кубок Гордона Беннетта, вторглись в воздушное пространство Белоруссии. Один из аэростатов приблизился к авиабазе, не реагировал на радиовызовы и предупредительную стрельбу с Ми-24В ВВС Беларуси, после чего был сбит. В результате взрыва водорода и падения с высоты оба члена экипажа, граждане США Алан Френкель и Джон Стюарт-Джервис, погибли. Два других аэростата были принуждены к посадке, а их экипажи — задержаны.
22 ноября 2014 вертолёт Ми-25 ВВС Перу возле реки Тамбо перехватил самолёт Cessna U206G (р/н CP-2890, Боливия), на котором перевозилось 356 килограммов наркотических средств. Из-за манёвра вертолёта пилот «Цессны» не справился с управлением и разбил самолёт, при этом сам пилот выжил и скрылся с места падения.
- Война во Вьетнаме (1955—1975) — редко применялся в конце войны
- Кампучийско-вьетнамский конфликт (1975—1989; Вьетнам);
- Эфиопо-сомалийская война (1977—1978; Куба)
- Чадско-ливийский конфликт (1978—1987; Ливия);
- Ирано-иракская война (1980—1988; Ирак) — в ходе этого конфликта Ми-24 также себя хорошо зарекомендовал в роли ПВО. В ходе войны иракской стороной было заявлено 53 воздушных победы над иранскими вертолётами (по другим данным, не более чем 20 побед) и потере 6-7 своих машин в боях с «Кобрами». Кроме этого, описывается эпизод, в котором вертолётом Ми-24В был поражён истребитель F-4 «Фантом» в ходе ирано-иракской войны (независимые исследователи высказывают сомнения в достоверности этого эпизода). 15 иракских Ми-24 были сбиты истребителями, в основном F-5. Потери вертолётов от огня с земли неизвестны[107][108][109][110][111];
- Гражданская война на Шри-Ланке (1983—2009; Шри-Ланка, Индия) — применялись правительственными силами. Было потеряно 9 вертолётов[112];
- Вторая гражданская война в Судане (1983—2002; Судан);
- Карабахский конфликт (1988—1994; Армения, Азербайджан, СССР) — Ми-24 применялись с обеих сторон. Азербайджан потерял шесть Ми-24, с другой стороны Армения потеряла 4 вертолёта и один легко повреждённый был захвачен ВС Азербайджана[113];
- Гражданская война в Таджикистане (1992—1997; Россия, Узбекистан) — отмечены два случая сбития Ми-24 (российского и узбекского) огнём с земли, в том числе из подствольного гранатомёта[114].
- Вооружённый конфликт в Приднестровье (1992; Молдова);
- Гражданская война в Сьерра-Леоне (1991—2002; Сьерра-Леоне);
- Абхазская война (1992—1993; Грузия) — 5 октября 1992 года российский вертолёт Ми-24 огнём пушки сбил грузинский Ми-24[115];
- Первая чеченская война (1994—1996; Россия) — ещё до того, как Россия официально начала вести боевые действия в Чечне, 30 сентября, 25 октября и 25 ноября «Крокодилы» совершили налёты на контролируемые Грозным аэродромы, уничтожив и повредив на земле несколько самолётов и вертолётов. 10 октября 1994 года Ми-24 нанесли удар по отрядам генерала Дудаева, а 23 ноября совместно с Су-25 по танковому полку сепаратистов в Шали, уничтожив 21 танк, 4 БТР и 201 человек личного состава[116]. 22 марта 1995 года была проведена операция, в ходе которой Ми-24 в сумерках нанесли удар по опорному пункту чеченских боевиков и району вокруг него. Всего было уничтожено 170 боевиков и 8 единиц тяжёлой техники — 4 танка и 4 орудия. На июль 1995 года по разным причинам было потеряно 7 вертолётов[117][118][119]; (см. также Список потерь российской авиации в Первой чеченской войне)
- Война в Хорватии (1992—1995; Хорватия);
- Эфиопо-эритрейская война (1998—2000; Эфиопия);
- Вторая чеченская война (с 1999; Россия) — применялись вооружёнными силами России. За первый год войны (к сентябрю 2000 года) было потеряно 11 Ми-24, а к 2005 году число потерь вертолётов этого типа увеличилось до 23 машин[120][121]; (см. также Список потерь российской авиации в Чечне (с 1999 г.))
- Конфликт в Македонии (2001; Македония);
- Война в Афганистане (с 2001; Польша);
- Иракская война (2003—2010; Польша);
- Французско-ивуарский конфликт — три ивуарских Ми-24 уничтожены на земле французскими силами[122];
- Война в Грузии (2008; Россия, Грузия) — 11 августа 2008 года российский вертолёт Ми-24 уничтожил на аэродроме в Сенаки два грузинских вертолёта (Ми-14 и Ми-24)[123][неавторитетный источник];
- Гражданская война в Кот-д’Ивуаре (2011; Украина, в составе миротворческих сил ООН)[124];
- Гражданская война в Сирии (с 2011; Сирия, Россия) — использовались правительственными силами. Потеряно как минимум три вертолёта[125].
 С 30 сентября 2015 года задействованы российскими ВКС в составе авиационной группы в Сирии для борьбы против террористической организации «Исламское государство»[126];
- Гражданская война в Ираке (2011—2017; Ирак) — Ми-35М применяются правительственными силами[127]. В 2014 году иракские повстанцы сбили огнём пулемётов, лёгких зенитных орудий и ПЗРК как минимум четыре Ми-24/35[128][129];
- Война на Донбассе (2014—2022) — 4 Ми-24 украинских Вооружённых сил были сбиты и ещё два повреждены посредством ПЗРК, противотанковых гранатомётов Фагот[130] и огнём крупнокалиберных пулемётов. 13 октября 2018 года вертолёт Ми-24 ВСУ сбил над Лисичанском лёгкий БПЛА «Орлан-10»[131].
- Вооружённые столкновения в Нагорном Карабахе (2016) — применялся азербайджанской стороной, один Mi-24G «Super Hind» и один Ми-35М ВВС Азербайджана, согласно заявлению армянской стороны, были сбиты армией обороны НКР из РПГ-7, Азербайджан признал потерю только одного вертолёта[132][133][134][135][136]
- Миротворческая миссия в Демократической Республике Конго [источник не указан 1161 день]
- Вторжение России на Украину — использовались обеими сторонами. Украинские Ми-24П использовались для нанесения ударов по российским войскам в боях за аэропорт Антонов[137]. К ноябрю 2022 года не менее 8 российских вертолётов Ми-24 было уничтожено украинским войсками[138], в том числе с использованием ПЗРК Stinger[130][139][140]. Как минимум один вертолёт Ми-24 был сбит с помощью ПТРК Javelin, в режиме прямой атаки, в ходе боёв за Гостомель[141].

### Афганская война
С самого начала войны Ми-24 играли роль лидеров, используясь для разведки и прикрытия высадки на занимаемые аэродромы. Боевые действия в Афганистане стали серьёзным испытанием для Ми-24 различных модификаций в сложнейших климатических условиях, таких как высокогорье, пыль и жара. В условиях разреженного воздуха на высокогорных вертолётных площадках при полной загрузке и полном боекомплекте пилоты вынуждены были осуществлять взлёт и посадку «по-самолётному», так как мощности для вертикальных манёвров не хватало. Для предохранения двигателей от песка и пыли на воздухозаборники стали устанавливать пылезащитные устройства, для защиты от ПЗРК внедрили систему отстрела тепловых ловушек, лампу инфракрасных помех и экранно-выхлопные устройства.
К концу 1980 года вертолётную группировку 40-й армии усилили, доведя её до 251 машины. Основными в боевой работе стали плановые удары и вылеты по вызову в ходе операций. При смешанном ракетно-бомбовом вооружении практиковалось комплексное проведение: с дистанции 1200—1500 м лётчик пускал неуправляемые авиационные ракеты, а на подлёте открывал огонь из пулемёта, давая оператору возможность прицельно сбросить бомбы.
Бомбы крупного калибра были необходимы в борьбе с крепостями, сохранившимися во многих местах и служившими пристанищем душманам. Сложенные из камня или глинобитные со стенами трёхметровой толщины, эти сооружения прикрывали входы в селения, развилки дорог и нависали со скал, невосприимчивые к огню неуправляемых реактивных снарядов С-5.
Неуправляемые ракеты С-8 в 20-зарядных блоках Б-8В20 были весьма эффективны. Боеголовка массой 3,6 кг обладала мощным фугасным действием, поражавшим противника в радиусе 10-12 м.
В ближнем бою, с дистанции 800—1000 м, вертолёт использовал четырёхствольный пулемёт ЯкБ-12,7, который был способен пробить дувал полуметровой толщины.
Пилот Анатолий Волков в мае 1983 года под Талуканом, израсходовав весь боекомплект, продолжал имитировать атаки, разгоняя душманов видом летящей на них машины, и сумел спасти отступавшую десантную роту.
Наиболее эффективным против Ми-24 оружием долгое время оставались крупнокалиберные пулемёты ДШК и ЗГУ, которыми в 1985 году были сбиты 42 % и 25 % соответственно потерянных советскими войсками Ми-24.
Начиная с 1983 года на вооружение душманов стали поступать ПЗРК. В основном это были советские Стрела-2 и американские FIM-43 Redeye, на смену которым впоследствии пришёл «Стингер». Опыт использования ПЗРК показал, что на уничтожение одного вертолёта Ми-24 расходовалось не менее 31 ракеты типа «Стингер».
Начиная с середины войны потери Ми-24 стали резко возрастать. По неполным данным, в Афганистане было потеряно 127—129 советских Ми-24 (без учёта вертолётов пограничных войск и Среднеазиатского военного округа). С учётом 72 потерянных афганских Ми-24 общее количество потерь вертолётов этого типа превышает 200 единиц. Три афганских Ми-24 были угнаны в Пакистан.

## Рекорды
- В 1978 году Г. Карапетян установил абсолютный мировой рекорд скорости полёта для вертолётов — 368,4 км/ч[147].
- Рекорд скороподъёмности: 8 августа 1975 года — 3000 м за 2 мин 34 с, а 26 августа — 6000 м за 8 мин 31 с.[источник не указан 2183 дня]
- В 1992 году на вертолёте Ми-24 женским экипажем в составе командира Галины Расторгуевой, штурмана Людмилы Полянской и второго лётчика Галины Кошкиной был совершён сверхдальний перелёт по маршруту Москва — Майами протяжённостью около 20 000 километров. Перелёт был приурочен к 500-летию открытия Америки и 50-летию начала Ленд-лиза. Подготовка к перелёту длилась почти два года. В настоящее время машина, на которой был совершён перелёт является экспонатом Вертолётного музея 344 Центра боевого применения в городе Торжок[142].

## Памятники и музейные экспонаты
| Тип    | Бортовой номер | Серийный номер | Местонахождение | Изображение |
| ------ | -------------- | -------------- | --- | ----------- |
| Ми-24А | 50             |                | В посёлке Монино (РФ), в Центральном музее Военно-воздушных сил РФ.                                                                       |             |
| Ми-24А | 32             |                | В городе Киеве (Украина), Государственный музей авиации.                                                                                  |             |
| Ми-24П | 72             |                | В г. Киеве (Украина), Государственный музей авиации.                                                                                      |             |
| Ми-24  |                |                | 25 сентября 2012 года в г. Арсеньеве установлен памятник Ми-24 возле Дворца Культуры «Прогресс»                                           |             |
| Ми-24В | 09             |                | 13 ноября 2013 года в г. Канаше установлен памятник Ми-24В на площади Ленина. Официальное открытие монумента состоялось 28 мая 2014 года. |             |
| Ми-24В |                |                | В г. Ростов-на-Дону, у здания компании «Роствертол».                                                                                      |             |
| Ми-24В | 29             |                | В г. Новый Уренгой, на площади Памяти. |             |
| Ми-24В |                |                | Музейный комплекс УГМК, Верхняя Пышма, Свердловская область                                                                               |             |
| Ми-24  | 36             |                | Музей авиационной техники ДОСААФ, Минск, Минская область                                                                                  |             |

## Аварии и катастрофы
- 3 февраля 2002 года в Чечне потерян 1 Ми-24[151].
- 19 сентября 2002 года в 21:35 в 13 км от г. Калуги на деревню Верхняя Вырка с высоты 300 м упал Ми-24П, экипаж из трёх человек погиб.
- 20 марта 2003 года разбилось два Ми-24, пилоты погибли[152].
- 8 мая 2003 года на Украине упал Ми-24[153].
- 3 августа 2003 года в Чечне упал Ми-24, через сутки был уничтожен[154].
- 26 августа 2003 года на аэродроме Черниговка произошло[155] столкновение двух вертолётов Ми-24В 319-го ОВП, в результате катастрофы погибли 6 человек.
- 19 ноября 2003 года в Чечне с высоты 4—5 м на аэродром Ханкалы упал Ми-24, жертв нет[156].
- 1 апреля 2005 года на полигоне в г. Юрга Кемеровской области при заходе на посадку Ми-24 столкнулся с топливозаправочной машиной. Вертолёт разрушен полностью. Члены экипажа выжили, получив тяжёлые травмы.
- 25 августа 2007 года в Амурской области разбился Ми-24[157].
- 3 февраля 2009 года в 11:45 в 18 километрах от аэродрома Пугачёв Саратовской области в ходе выполнения плановых полётов потерпел катастрофу вертолёт Ми-24, принадлежащий Сызранскому Высшему военному авиационному училищу лётчиков. Как сообщил помощник главкома ВВС РФ, вертолёт сгорел, экипаж погиб[158]. Причиной аварии послужило разрушение рычага поворота лопасти, вертолёт был произведён в 1987 году, прошёл капремонт в 2007 и налетал всего 400 из 500 назначенных часов[159].
- 13 июля 2010 года около 12:00 в горах Ботлихского района Дагестана упал и полностью сгорел военный вертолёт Ми-24. Лётчики успели покинуть машину и позже были подобраны[160].
- 29 ноября 2011 года в 19:45 по местному времени на аэродроме Пружаны Брестской области Белоруссии разбился вертолёт Ми-24 ВВС и войск ПВО Белоруссии. Авиакатастрофа произошла во время плановых учебно-тренировочных полётов. Вертолёт рухнул при заходе на посадку в районе аэродрома. Погибли все члены экипажа — командир экипажа майор Олег Кохно, борттехник капитан Валерий Бобко, лётчик лейтенант Денис Глущенко[161].
- 26 августа 2011 года потерпел крушение боевой вертолёт Ми-24 в Приморском крае. Катастрофа произошла в 19:16 по местному времени (12:16 мск) рядом с населённым пунктом Меркушевка недалеко от посёлка Черниговка. В результате аварии погиб один человек. Остальным двум членам экипажа удалось спастись.
- 12 августа 2012 года три боевых вертолёта Ми-24 армии Уганды разбились на территории Кении[162].
- 12 ноября 2014 года принадлежащий армянам Ми-24 был уничтожен Вооружёнными силами Азербайджана.
- 24 марта 2015 года Ми-24 вооружённых сил Украины разбился в Васильковском районе Киевской области во время перелёта по маршруту Полтава—Житомир. Лётчик погиб, два члена экипажа получили ранения разной степени тяжести[163][164].
- 19 апреля 2015 года Ми-24 ВВС Алжира разбился вскоре после взлёта близ аэропорта Иллизи. Оба члена экипажа погибли[источник не указан 1139 дней].
- 25 апреля 2016 года произошла авария во время посадки с Ми-24П (12 белый) 50-й смешанной авиационной базы ВВС и войск ПВО. Инцидент случился вблизи города Мозырь[165].
- 27 января 2017 года потерпели катастрофу (по другой версии, были сбиты) два Ми-24 ВВС Демократической Республики Конго[166].
- 9 ноября 2020 года Ми-24П ВКС РФ был сбит на территории Армении азербайджанскими ПВО в ходе вооружённого конфликта в Нагорном Карабахе. Два члена экипажа погибли, третий доставлен на аэродром с травмами.
- 10 сентября 2021 года Ми-24 армии Кот-д’Ивуара потерпел катастрофу у границы с Буркина-Фасо, погибли 5 человек, находившихся на борту[167].
- 22 июня 2023 года Ми-24 ВКС России «совершил жесткую посадку» в Барановичском районе. Члены экипажа получили телесные повреждения, разрушений и пострадавших на земле нет. Причины инцидента устанавливает комиссия.